# Histoire des Aurès
L'histoire des Aurès est liée à une partie de ce qui allait devenir l'Algérie, peuplée principalement de Chaouis. Les Aurès sont un vaste territoire comprenant une chaîne de montagnes et des plaines à l'est de l'Algérie.
Pendant la Préhistoire, la région fut habitée par le peuple caspien et les troglodytes. De l'Antiquité au Moyen Âge, l'histoire des Aurès faisait partie intégrante de l'histoire des anciens royaumes indépendants (Massaesyles et Massyles), Gétulie, Maurétanie Césarienne, Numidie, Mauritanie première, Ifriqiya et Maghreb central. Plusieurs révoltes, royaumes de l'histoire du Maghreb sont apparus dans les Aurès et se sont opposés aux  (Romains, Byzantins, Vandales, Omeyyades) de l'antiquité à la conquête française en 1845. Et c'est dans les Aurès que la révolution algérienne s'est bien soldée, et s'est déclenché en premier à Batna, pour aboutir par la suite à l'indépendance en 1962 de l'Algérie.
L'histoire contemporaine des Aurès est reliée aux wilayas des Aurès et certaines parties des wilayas proches. Les habitants actuels sont les chaouis ou aurassiens qui habitent principalement l'est algérien, notamment les wilayas de Batna, Khenchela, Oum el Bouaghi, Tébessa, Souk Ahras, Biskra, Constantine, M'Sila, Guelma, Sétif, Bordj-Bou-Arreridj, Annaba et Skikda.

## Étymologie et origines

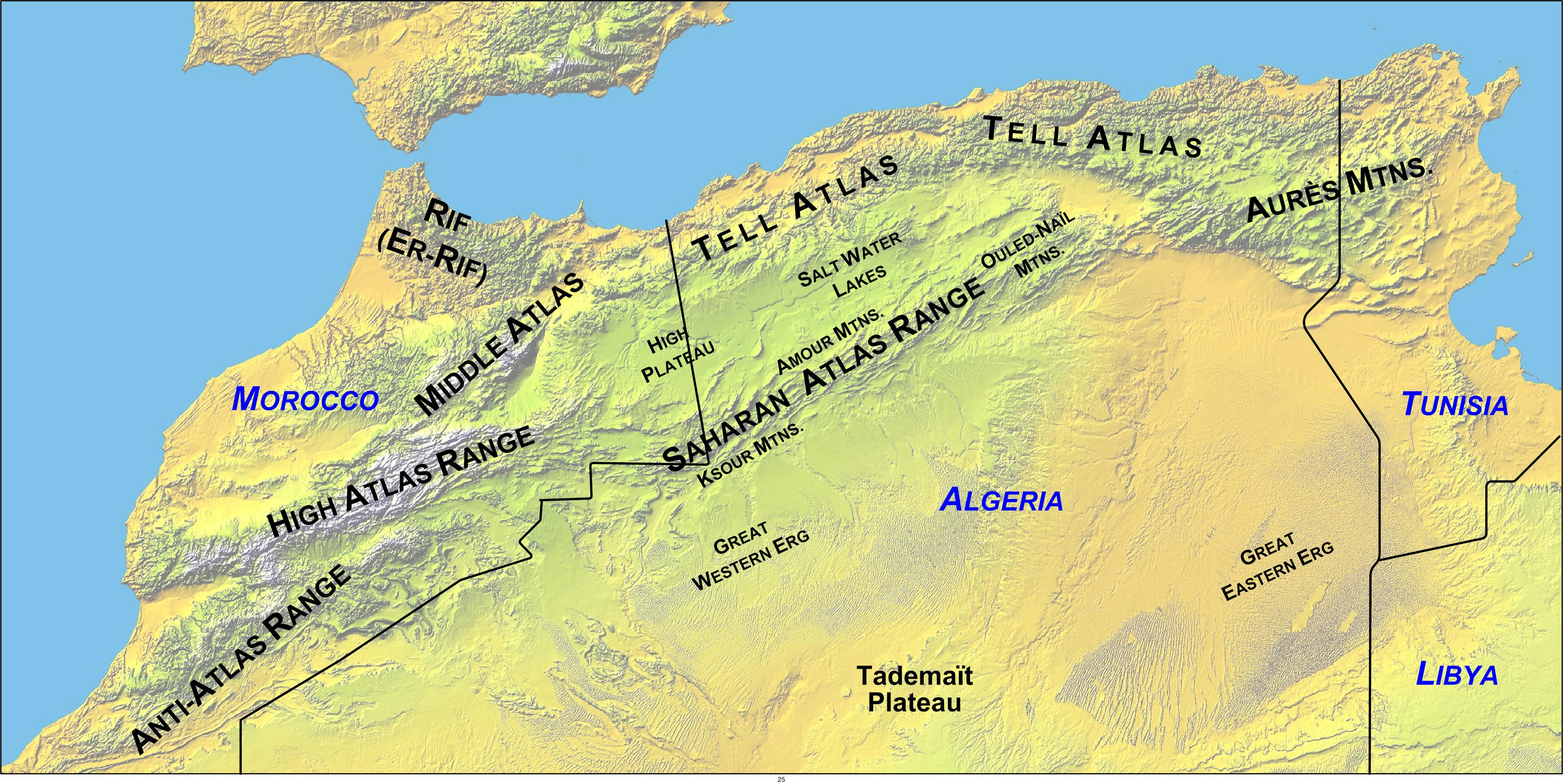
Relief du Nord de l'Afrique

La population des Aurès est composée en majorité de différentes tribus berbères Gétules. Selon Ibn Khaldoun, les différentes tribus des Aurès sont principalement des Zénètes et l'historien Ernest Mercier confirme le fait que les populations des Aurès sont issus des Zénètes (Djerawa, Banou Ifren, Maghraouas). Ibn Khaldoun rajoute les Aurébas, qui ont fondé un état et avaient pour capitale Kairouan. Les Aurès avaient aussi les Houaras et avaient comme limite les populations comme les Kutamas, les Zwawas, les Sanhadja au loin des Aurès. Il y avait probablement aussi une population d'origine européenne (composée de gréco-romains, de byzantins, etc.) qui étaient alliés aux Djrawas et aux Aurébas, selon Ibn Khaldoun.
Le terme maures sera introduit par Procope (historien byzantin), et par Saint Augustin pour désigner une partie des habitants du Maghreb dont la population des Aurès non encore romanisée. Les Maures sont les gens qui se sont soulevés contre Rome. Les Maures sont les Afris ou les Libyens de l'antiquité, non romanisés. Les autochtones qui étaient favorables au régime romain s'appelaient Afris.
Coripus les désigne par les Ifuraces, les gens qui se sont soulevés contre Rome pendant le règne de Justinien vers le Ve siècle (Banou Ifren ou Ait Ifren).
Selon Salluste, les Maures faisaient partie de l'armée d'Hercule venus d'Espagne composé des Perses, d'Arméniens, et de Mèdes. Les Maures se seraient mêlés aux populations autochtones Gétules et Zénète et se seraient installés dans les montagnes de l'actuel Maroc, dans les Aurès de l'actuelle Algérie et dans les actuelles Tunisie et Libye.
Hérodote parle de Maxyes qui correspond à Mazigh, le nom des habitants des Aurès et au-delà de la région (population des deux bords des rives de Tritan). Ibn Khaldoun confirme par donner le nom de Mazigh ou Amazigh).
L'historien Justin, indique le roi de Maxyes, Hiarbas. Ce dernier est connu sous le nom Yarbas.
Pline indique les six provinces : Natabules, Capsitaniens, Musulames, Sabarbares, Massyles et Nicives (N'Gaous). Il précise que le territoire des Gétules englobe en plus des Aurès, la région de Constantine et de la Tunisie.
Ptolémée donne plus de détails que Pline dans la géographie, mais il garde presque les mêmes noms de provinces. Les Musulames habitaient l'actuelle région de Batna et avaient comme voisin au Nord les Cirtésiens. L'Inscription de Guelma donne le nom de Titius Flavius comme chef militaire des Musulames.
Pline et M. Marcus ont des avis différents sur les emplacements des Natabus ou Natabules que M. Marcus place au Sud des Aurès.
Le terme Chaouis était un terme employé en Constantinois pour désigner les berbères et qui signifie « berger », le terme Zénètes avait un emploi équivalent dans cette région. Actuellement, ce terme s'emploie pour désigner les habitants berbères des Aurès. Ibn Khaldoun, un historien du XIVe siècle, mentionne les Aurès, mais il indique une zone géographique plus large que celle d'aujourd'hui.

### Populations durant l'Antiquité en Afrique romaine
- Autotoles
- Baniurae
- Baquates
- Bavares
- Cinithii
- Garamantes
- Gétules
- Marchubi
- Maures
- Massyles
- Musulames
- Musuni
- Nasamons
- Nattabutes
- Nicives
- Nybgentii
- Quinquegentanei
- Suburbures
- Vamacures
- Zegrenses
- Massaesyles
- Libye
- Numidea

### Confédérations durant le Moyen Âge au Maghreb
- Sanhadja
- Kutama
- Zénètes
- Awraba
- Louwa
- Zahhik
- Lamta
- Haskora
- Masmoudas
- Houaras
- Matmata
- Zouaoua
- Hilaliens
- Branès
- Botr
- Imloul
- Madaghis

## Préhistoire

Localisation du noyau à l’origine de la culture capsienne.

Les Aurès comprennent plusieurs vestiges qui ont été trouvés dans plusieurs endroits et qui datent de l'ère préhistorique à la période protohistorique.

Des traces de huttes préhistoriques de quelques mètres de diamètre ont été découvertes à N'gaous. Des vestiges Acheuléens y ont été signalés.
Les grottes des falaises calcaires de Bouhmama et les escargotières du mont Fartas prouvent l’existence dans la région d’un peuplement très ancien (paléolithique, proche de celui de Cromagnon. Bien avant l’ère chrétienne s’y sont mêlés des peuples divers venus de l’Est de la Méditerranée que les Égyptiens ont appelés "Libyens", les Carthaginois, "Numides", et les Romains, "Berbères".

### La civilisation capsienne: (-7500 à –2000)
La civilisation capsienne, ancêtre des Berbères, apparaît avec la révolution du Néolithique entre 9000 et 7500 av. J.-C. et dure jusqu'à l'apparition de l'âge du fer vers 2000 av. J.-C. Les Capsiens, ancêtres directs des Numides Berbères, apparaissent dans le sud constantinois d'abord, avant de se répandre dans l'ensemble du Maghreb. Les Capsiens qui habitaient des campements faits de huttes et de branchages s'installaient généralement sur des sites à proximité d'un oued ou d'un col montagneux. À cette époque la plupart du Maghreb ressemblait à une savane, comme en Afrique de l'Est aujourd'hui, avec des forêts méditerranéennes uniquement en haute altitude.
Les Capsiens furent les premiers au Maghreb à domestiquer les ovicapridés et les bovidés. Ils étaient considérés comme les premiers artistes du Maghreb, ils fabriquèrent divers objets, y compris des objets d'art décoratifs et des bijoux, tels que des colliers à partir de coquillages marins et diverses peintures abstraites et figuratives. Les Capsiens se nourrissaient d'ovins et de bovins, ainsi que de produits agricoles, mais également d'escargots : En effet de vastes dépôts de coquilles vides d'escargots datant de l'époque capsienne furent retrouvés, notamment à Mechta Sidi El Arbi dans la wilaya de Constantine. Du point de vue anatomique les Capsiens étaient composés de deux types ethniques : les Mechta Afala (Mechtoïdes) et les Proto méditerranéens dont certains pensent qu'ils auraient émigré de l'est, ces derniers assimileront les populations plus anciennes (les Mechtoïdes).
Sur la découverte des escargotières près de Tebessa et de l'homme ibéromaurusien voir Atérien. Mecheta Aflou, ressemble bien à l'homme des Aurès et est du type protoméditerranéen.
Plusieurs grottes étaient habitées par les hommes troglodytes à Maafa, Takarbourst et Ghoufi.

## Antiquité
Les Gétules, composés de plusieurs tribus berbères dont les (Zénètes), les Sanhadja, etc., ainsi que les Garamantes (d'origine Lybique), tous s'établiront dans toute la région des Aurès et du sud de l'Algérie, il y a de cela 8 à 10 000 ans av. J.-C., selon Ibn Khaldoun.
Plusieurs colonies se sont établies avec la population de l'Est de l'Algérie  les phéniciens, les Romains, les Vandales, les Byzantins, les Arabes, etc.

### Influence de Carthage
Les berbères vont connaitre des relations culturelles avec les Phéniciens (ce qui donnera la civilisation carthaginoise), avec les romains, en Numidie ou encore avec leurs voisins égyptiens aux frontières de la Libye. La capitale Cirta était une ville cosmopolite ouverte sur les civilisations méditerranéennes notamment punique et grecque, cohabitant avec le mode de vie nomade des Gétules. Les souverains numides ont été les propagateurs de la langue punique dans leur royaume au point que la société de Cirta a été profondément punicisée. La population a adopté le culte de Baal Hamon et de Tanit déesse carthaginoise de la fécondité. Le sanctuaire d'El Hofra témoigne de l'importance de la pratique de culture punique dans la société numide.

### Madracen

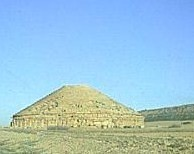
Medghassen la sépulture des rois Numide et patriarche des Zénètes.

Medghassen est le plus ancien mausolée de la région des Aurès et de l'actuelle Algérie.Les fouilles du mausolée ont été entreprises par les chercheurs français et elles n'ont pas encore donné de résultats profonds. Les recherches étaient commandées par le colonel M. Brunon de l'armée française. Le mausolée de Medghassen dans les Aurès date de 300 av. J.-C. Il s'agit d'un monument numide et du plus ancien mausolée de l'Algérie.
Impressionné par ces ruines, à l'époque médiévale, Ibn Khaldoun attribua la naissance de l'État numide à Medghassen, selon lui le père de la Numidie et le patriarche des Berbères (Madghis).
Les Aurès faisaient partie de la Maurétanie première et de la Numidie et de la province d' l'Ifriquiya. Le mausolée madracen est considéré comme Numide d'après les fouilles françaises en 1854.

### Massyles et les Aurès
Pendant la Numidie, le royaume de Massyles était un vaste territoire.Plusieurs rois y ont gouverné : Syphax, Massinissa, Micipsa, Adherbal, Hiempsal II, Juba Ier, Juba II, Jugurtha.

### Numidie
L’histoire de la Numidie commence avec l’émergence des tribus massyles et massaessyles (Gétules, Garamante, Maures, Libyens et Musulames). La première est à l’origine de la Numidie orientale et la seconde de l’occidentale. Ces deux tribus durent s'affronter durant la deuxième guerre punique, à la suite de laquelle Massinissa, chef des Massyles, contribua de façon décisive à la victoire de l'Empire romain sur Carthage, Massinissa après sa victoire sur Syphax, parvint dès lors à unifier la Numidie qui s'étendit alors du fleuve Moulouya à l'Ouest jusqu'à la Cyrénaïque à l'Est. Il réussit sous sa conduite à préserver l'indépendance de son royaume en jouant habilement de la rivalité régionale qui prévalait à l'époque, tout en lui garantissant une prospérité économique certaine, grâce au remarquable développement de l'agriculture et de l'élevage. Sur le plan de l'organisation politique, Massinissa plaça à la tête de chaque province un gouverneur et à la tête de chaque tribu un « Amokrane » (le chef). Son conseil, formé de dix personnes, le seconda efficacement dans sa politique et son administration générale. Au nombre de ces dix conseillers il avait trois de ses fils : Micipsa qui le suppléait en plusieurs affaires, Gulussa, chargé de la conduite des armées et Mastanabal chargé du trésor royal. Il mit en circulation une monnaie frappée à son effigie, « avec des traits réguliers, un œil largement ouvert sous un sourcil assez épais, des cheveux abondants et bouclés, une barbe allongée et bien taillée ». Le règne de Massinissa prit fin lorsqu'il mourut en 148 av. J.-C..
Ainsi après la mort du grand roi fondateur, une crise de succession, vue d'un bon œil par Rome se produisit et qui plaça la Numidie dans des troubles politiques.

#### Guerres puniques

Emplacement de batailles lors de la deuxième guerre punique.

Les berbères deviennent autonomes. Plusieurs guerres puniques se déclenchent en Afrique du Nord durant l'Antiquité.
Le roi Massinissa unifie la Numidie,,. Il choisit Cirta comme capitale. Au cours de la deuxième guerre punique, les Massaesyles, commandés par Syphax, sont alliés à Carthage, tandis que les Massyles, commandés par Massinissa, s'allient à Rome, après avoir été spoliés par Syphax. À la fin de la guerre, les Romains attribuent tout le territoire numide à Massinissa. Son nouveau territoire entoure désormais celui de Carthage, sauf du côté de la mer.
En -148, à la mort de Massinissa, Scipion Émilien partage la Numidie entre les trois fils du roi. De même, Rome oblige Micipsa, dernier fils de Massinissa, à partager sa part entre ses deux fils et le fils naturel de son frère, Jugurtha. Ce dernier, voulant restaurer l'unité du royaume, fait assassiner ses cousins, et, en -113, se rebelle contre Rome à qui il va infliger de sévères défaites au cours d'une guerre longue et difficile qui durera de -111 à -105. Incapables de remporter une victoire militaire, les Romains usent de traîtrise pour le capturer. En -105, à la faveur d'un guet-apens, Jugurtha est livré par Bocchus, son beau-père et jusque-là son allié, à Sylla qui avait soudoyé l'entourage de ce dernier. La Numidie est partagée : sa partie occidentale est attribuée à Bocchus, roi de Maurétanie, le reste est laissé sous l'autorité d'un roi vassal de Rome.

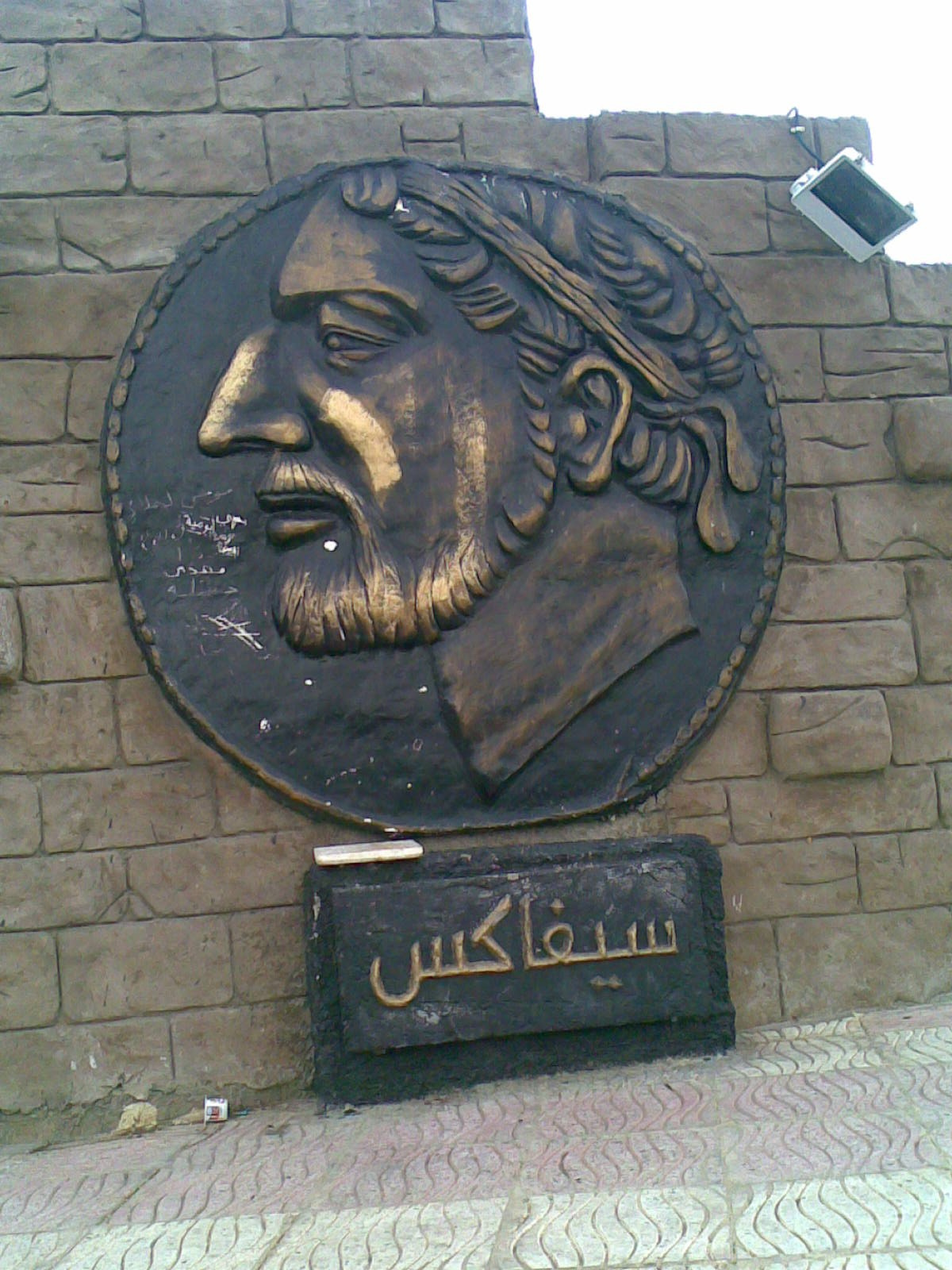
Syphax
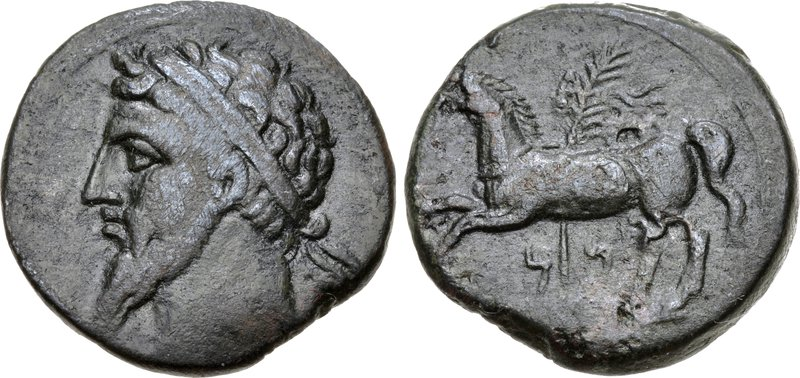
Massinissa

### Provinces
Durant l'ère pré-romaine, plusieurs États indépendants se succédèrent (Massaesyles, Massyles, Maures, etc.). *Plusieurs provinces connues sous les noms: la province romaine d’Afrique correspondait au territoire naturel de Carthage et la côte ouest de la Libye (l’Africa Vetus et de l’Africa Nova, sera divisée par Dioclétien en trois : la Tripolitaine, la Byzacène et l'Afrique Proconsulaire résiduelle, aussi appelée Zeugitane.), la Numidie, la Maurétanie désigne le territoire des Maures dans l'Antiquité. Il s'étendait sur le Nord-ouest et central de l'actuelle Algérie, et une partie du nord marocain. Sous Rome, le territoire fut divisé en provinces :Maurétanie Césarienne, qui correspond à l'Algérie centrale et occidentale. La capitale était Caesarea (actuelle Cherchel ou Cherchell). Maurétanie Sitifienne, créée par Dioclétien pour la partie orientale de la Maurétanie Césarienne avec Sitifis (actuelle Sétif en Algérie) comme capitale. Maurétanie Tingitane, qui correspond à peu près au nord du Maroc actuel. Les villes principales sont Volubilis, Sala, Lixus, Banasa, Ceuta, Melilla et Tingis (actuelle Tanger) qui en était le chef-lieu. Elle fut attachée administrativement à la province d'Espagne (la Bétique).

Pendant l'Antiquité, la Maurétanie première, et la Numidie, avaient le siège de la région des Aurès ( Massinissa allié de Rome fut le roi de la Numidie).
| Ville punique dans les Aurès                               | Ville punique dans les Aurès                               | Ville punique dans les Aurès                               | Ville punique dans les Aurès                               | Ville punique dans les Aurès                               | Ville punique dans les Aurès                               | Ville punique dans les Aurès                               | Ville punique dans les Aurès                               | Année                              |
| Tébessa prise par Hannon le Grand, territoire Gétule       | Tébessa prise par Hannon le Grand, territoire Gétule       | Tébessa prise par Hannon le Grand, territoire Gétule       | Tébessa prise par Hannon le Grand, territoire Gétule       | Tébessa prise par Hannon le Grand, territoire Gétule       | Tébessa prise par Hannon le Grand, territoire Gétule       | Tébessa prise par Hannon le Grand, territoire Gétule       | Tébessa prise par Hannon le Grand, territoire Gétule       | Au milieu du IIIe siècle av. J.-C. |
| Les provinces d’Afrique durant la première guerre punique  | Les provinces d’Afrique durant la première guerre punique  | Les provinces d’Afrique durant la première guerre punique  | Les provinces d’Afrique durant la première guerre punique  | Les provinces d’Afrique durant la première guerre punique  | Les provinces d’Afrique durant la première guerre punique  | Les provinces d’Afrique durant la première guerre punique  | Les provinces d’Afrique durant la première guerre punique  | IIIe siècle av. J.-C.              |
| Nord                                                       | Mauritanie                                                 | Numidie Massaesyles                                        | Numidie orientale Massyles Gaïa                            | Carthage                                                   |                                                            |                                                            |                                                            |                                    |
| Sud                                                        | Maures                                                     | Gétulie                                                    | Gétulie                                                    | Gétulie                                                    |                                                            |                                                            |                                                            |                                    |
| Les provinces d’Afrique durant la deuxième guerre punique  | Les provinces d’Afrique durant la deuxième guerre punique  | Les provinces d’Afrique durant la deuxième guerre punique  | Les provinces d’Afrique durant la deuxième guerre punique  | Les provinces d’Afrique durant la deuxième guerre punique  | Les provinces d’Afrique durant la deuxième guerre punique  | Les provinces d’Afrique durant la deuxième guerre punique  | Les provinces d’Afrique durant la deuxième guerre punique  | 203 av. J.-C. à 202 av. J.-C.      |
| Nord                                                       | Mauritanie Syphax                                          | Numidie Syphax                                             | Numidie Syphax                                             | Carthage                                                   |                                                            |                                                            |                                                            |                                    |
| Sud                                                        | Maures                                                     | Gétulie                                                    | Gétulie                                                    | Gétulie                                                    |                                                            |                                                            |                                                            |                                    |
| Les provinces d’Afrique durant la troisième guerre punique | Les provinces d’Afrique durant la troisième guerre punique | Les provinces d’Afrique durant la troisième guerre punique | Les provinces d’Afrique durant la troisième guerre punique | Les provinces d’Afrique durant la troisième guerre punique | Les provinces d’Afrique durant la troisième guerre punique | Les provinces d’Afrique durant la troisième guerre punique | Les provinces d’Afrique durant la troisième guerre punique | IIe siècle av. J.-C.               |
| Nord                                                       | Mauritanie                                                 | Numidie Massinissa                                         | Numidie Massinisaa- Aurès                                  | Carthage                                                   |                                                            |                                                            |                                                            |                                    |
| Sud                                                        | Maures                                                     | Gétulie                                                    | Gétulie                                                    | Numidie(Massinissa)                                        |                                                            |                                                            |                                                            |                                    |
| Les provinces d’Afrique durant le Haut-Empire romain.      | Les provinces d’Afrique durant le Haut-Empire romain.      | Les provinces d’Afrique durant le Haut-Empire romain.      | Les provinces d’Afrique durant le Haut-Empire romain.      | Les provinces d’Afrique durant le Haut-Empire romain.      | Les provinces d’Afrique durant le Haut-Empire romain.      | Les provinces d’Afrique durant le Haut-Empire romain.      | Les provinces d’Afrique durant le Haut-Empire romain.      | 27 av. J.-C. au IIIe siècle        |
| Nord                                                       | Maurétanie Tingitane                                       | Maurétanie Césarienne                                      | Numidie-Aurès                                              | Afrique proconsulaire                                      | Afrique proconsulaire                                      | Afrique proconsulaire                                      | Afrique proconsulaire                                      |                                    |
| Sud                                                        | Maures                                                     | Gétulie                                                    | Gétulie                                                    | Gétulie                                                    |                                                            |                                                            |                                                            |                                    |

Carte représentant la Numidie Occidentale (en vert) et la Numidie Orientale (en jaune) gouvernées respectivement par Syphax et Gaïa en 220 avant notre ère
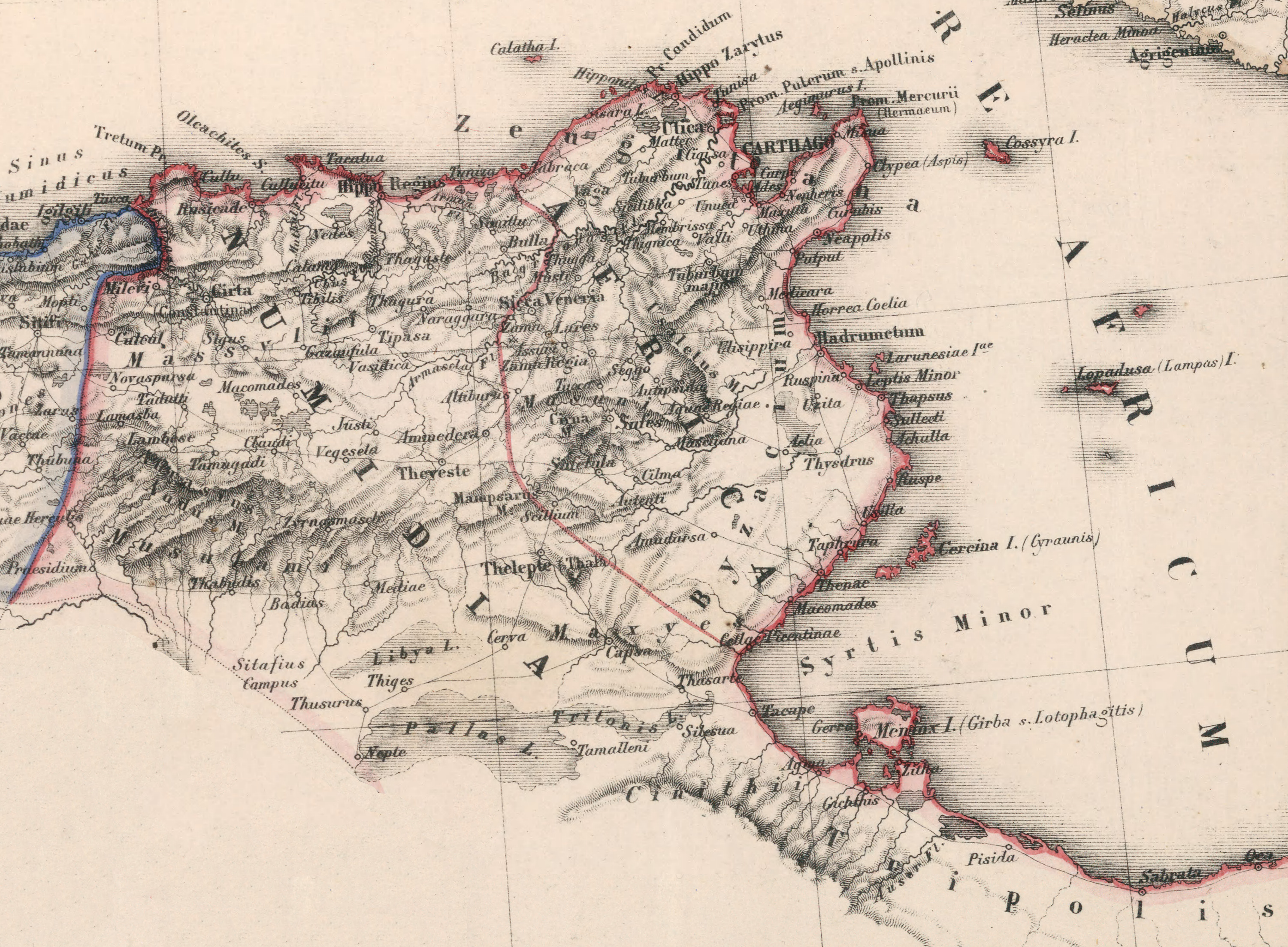
Carte de la Numidie
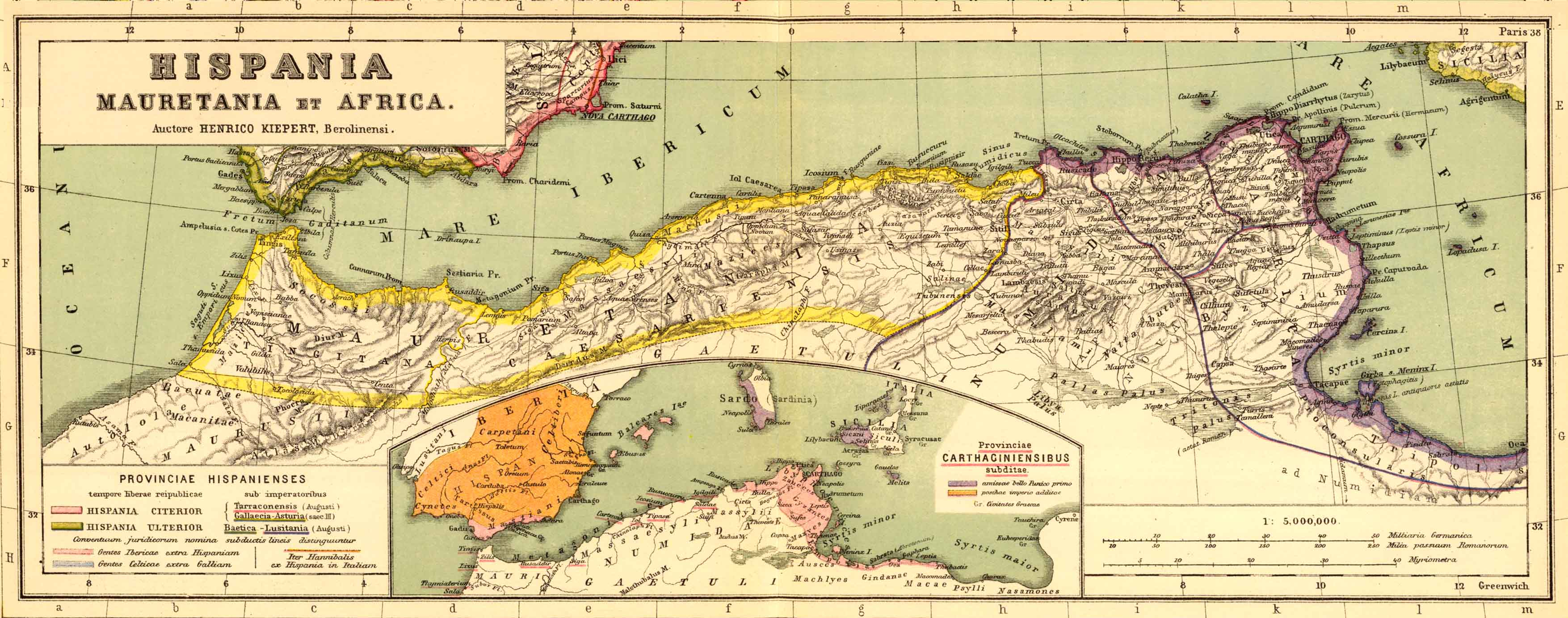
Maurétanie Tingitane (à l'ouest), Maurétanie Césarienne (au centre-ouest), Numidie (au centre-est), et Africa (à l'est), et au centre la Gétulie, au Ier siècle de notre ère
Carte des belligérants de la première guerre punique
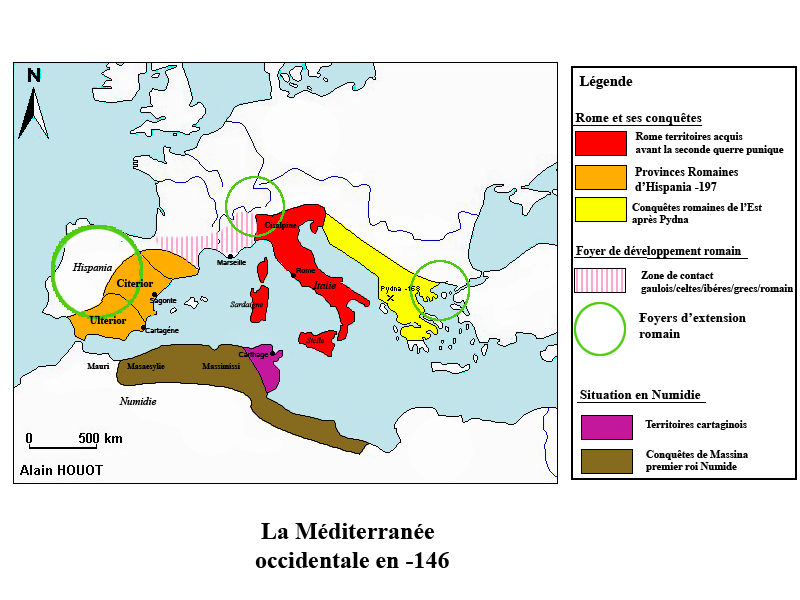
Troisième guerre punique
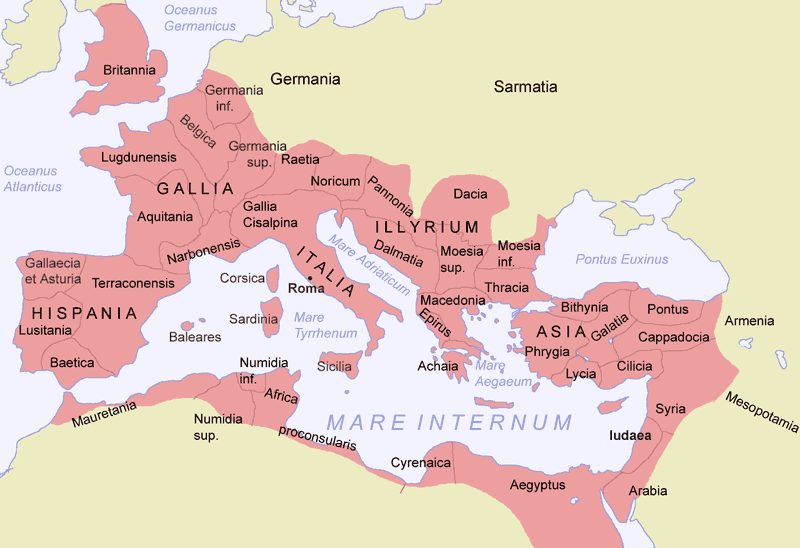
Vers le  IIe siècle

### Villes
Liste non exhaustive
- Bagaï (Algérie)
- Calama (Algérie)
- Cirta (Algérie)
- Cuicul (Algérie)
- Diana Veteranorum (Algérie)
- Hippone (Algérie)
- Lambaesis (Algérie)
- Madaure (Algérie)
- Milev (Algérie)
- Theveste (Algérie)
- Thagaste (Algérie)
- Tiddis (Algérie)
- Tobna (Algérie)
- Madaura (Algérie)
- Timgad (Algérie)
- Nicives (Algérie)
- Vescera (Algérie)
- Thubursicu Numidarum (Algérie)
- Casae (Algérie)
- Lamasba (Algérie)
- Calceus Herculis (Algérie)
- Tfilzi (Algérie)
- Civitas Popthensis (Algérie)
- Thibilis (Algérie)
- Marcimeni (Algérie)
- Thagora (Algérie)
- Khemissa (Algérie)
- Tiffech (Algérie)
- Henchir Kssiba (Algérie)
- Kef  El Messaoura (Algérie)
- Sigus (Algérie)
- Markouna (Algérie)
- Guessès
- Tahouda

### DuIerauVIesiècle
Lors du règne de Juba II, les Gétules des Aurès ne voulaient pas lui obéir, ils se révoltèrent contre le régime faisant plusieurs morts.
L’Empereur Auguste repris la Numide du Juba II afin de la rattacher à la Proconsulaire. Mais Caligula a mis fin à cela et a convié le commandement à la Legio III Augusta. Septime Sévère a rendu la province indépendante. Auguste et Tibère ont distribué des terres. Trajan a déplacé une partie des tribus Musulames et  Numidea (près de Madaure et Ammaedara) vers des territoires pauvres dans sa politique du cantonnement.

#### Soulèvements
Plusieurs révoltes sont signalés dans la région des Aurès comme la révolte de Tacfarinas de la première moitié du Ier siècle apr. J.-C., contre l'Empire romain sous le règne de l'empereur Tibère. Il était un chef numide, a la base auxiliaire dans l’armée romaine.
Vers 17 ans apr. J.-C., Tacfarinas soulève tous les tribus Gétules (Zénètes). Il rassemble ses troupes dans les Aurès pour livrer bataille sur un terrain difficile . Il s’autoproclame général des Musulames. Après, il passe au Sahara et il mourut à Pomaria (Tlemcen).
Les inscriptions de Tighanimine datent de 145, à l'époque romaine. Ces inscriptions ont été gravées par la VIe légion Farrata, qui a pu mettre en échec la rébellion locale

#### Politique civile
Dans les Aurès, selon Serge Tignères, la nationalité romaine est offerte aux berbères romanisés, cela facilite l'intégration des Berbères au monde romain. Plusieurs mariages mixtes entre romains et berbères naturalisés sont célébrés dans les grandes villes. La pratique des cultes berbères (croyances berbères) est représentée dans les fresques romaines, de même, pour les jeux, ils sont sources de distraction et de joie pour la plupart des Berbères. De plus, les bains publics étaient un luxe pour tout le monde. Il n'y avait pas de remparts dans certaines villes comme le cas de Timgad pour faciliter les relations entre les nomades berbères et les africains romanisés probablement. Les arts sont développés par les artisans berbères (la céramique, la mosaïque, la poterie, etc.). Les  théâtres sont construits, certains pouvaient contenir 4 000 personnes de l'Aurès. La population globale de l'Aurès était estimée entre huit et dix mille habitants pendant les premières années de l'Empire romain en Afrique du Nord. Après 193, sous Septime Sévère, la Numidie est officiellement détachée de la province d'Afrique.

#### Enseignement
Le latin était la langue de Rome, en Numidie, elle était enseignée et parlée dans les villes. Plusieurs écoles ont formée les citoyens comme Augustin d'Hippone ou Apulée. Les municipalités donnaient une importance aux brillants maitres. Théveste était parmi les grandes écoles ainsi que Madaure. L'enseignement des grammairiens a fourni la majorité des administrateurs.
À Timgad, la bibliothèque pouvait probablement contenir 25 000 livres. Les étudiants étaient recrutés généralement dans l'aristocratie locale.

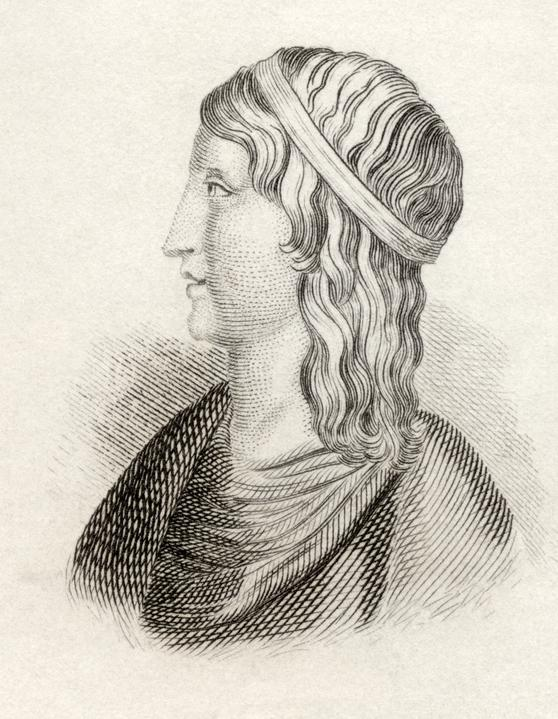
Apulée de Madaure (actuelle M'daourouch, dans les Aurès), fut l'un des plus grands écrivains romains auressiens de l'Antiquité.
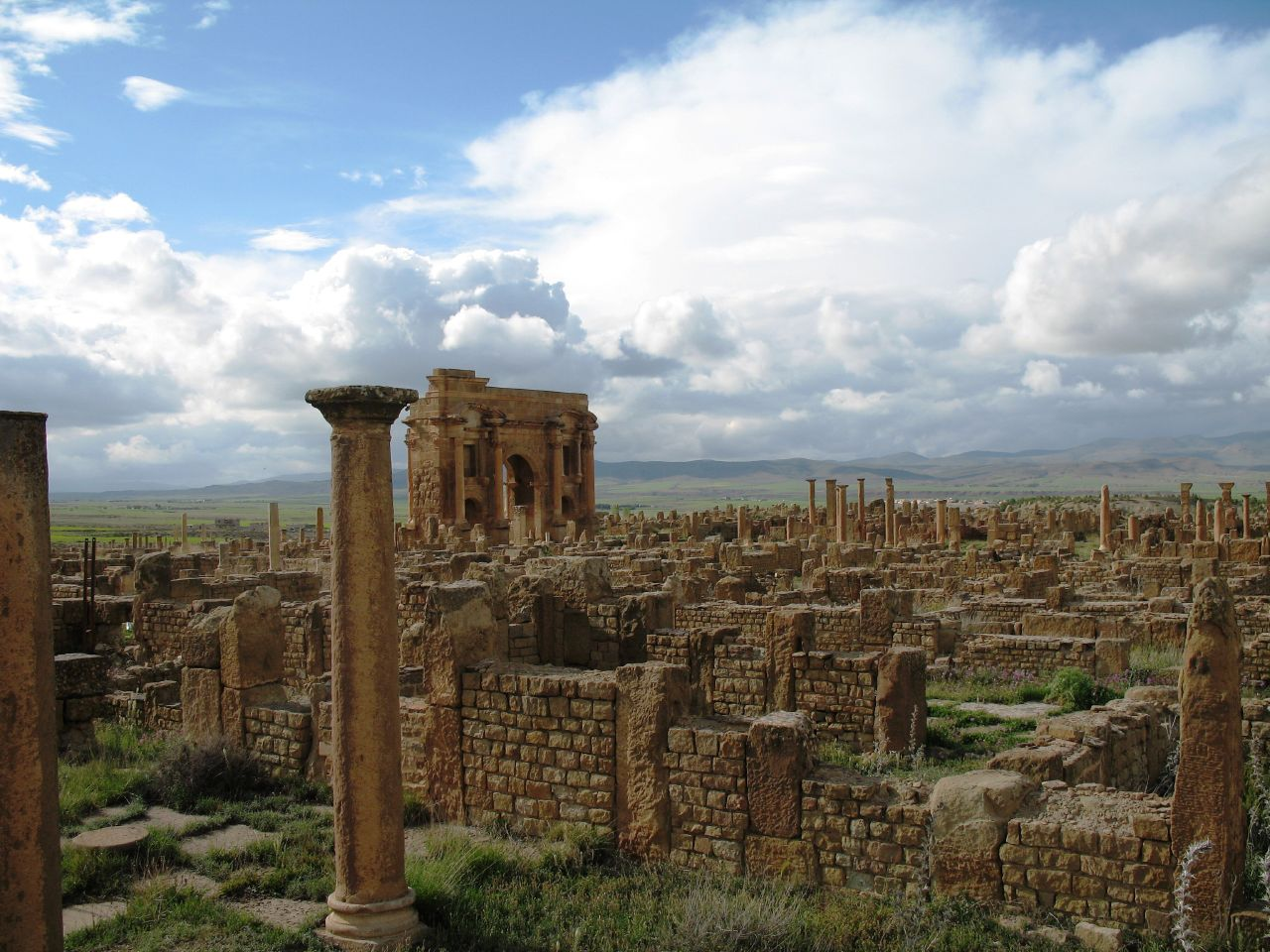
Vue du site de Timgad, ville civile

#### Économie
Après la crise du blé au Ier siècle, le gouvernement a imposé la culture du blé. Domitien a interdit la plantation de vigne surtout qu’à Souk Ahras, Guelma, les plateaux de Sétif, Constantine , les terres étaient bien phosphatées et neuves.
Au IIe siècle, l’économie était centrée sur l'agriculture, les riches locaux propriétaires devaient contrôler leur domaine et avaient des paysans qui gèrent et travail les terres, ces derniers se servaient des esclaves, le travail était rude. Lors de la famine, les empereurs craignaient l'extension  des vignobles pour favoriser les oliviers et le blé. L’exportation se limitait aux bois de thuya et aux miel, une petite quantité de marbre; les marchés et les boutiques servaient de points de vente. Les travaux hydrauliques étaient centré sur les aqueducs, les barrages et les puits à eau au nord de l’Aurès.
Les routes s’étaient développé sous les Flaviens, notamment la route Theveste et Timgad. De la ville de Lambèse à Gemellaes (selon la table de peutinger , elle est située à l’est de Biskra, soit Tehouda soit Miliana) sous Trajan. De Lambèse à Carthage passant par Tebessa qui avait une distance de 275km sous Hadrien.

#### Galerie

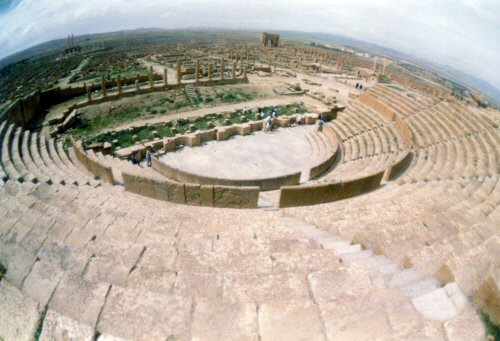
Vue du site de Timgad depuis le sommet du théâtre
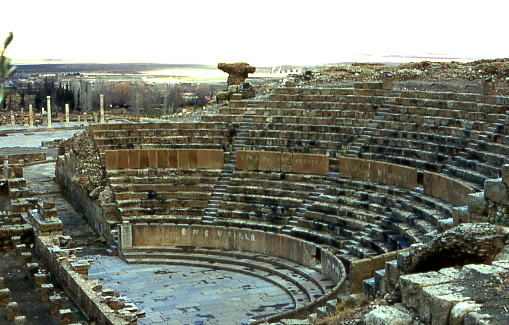
Ruines de Madaure, site de Madaure
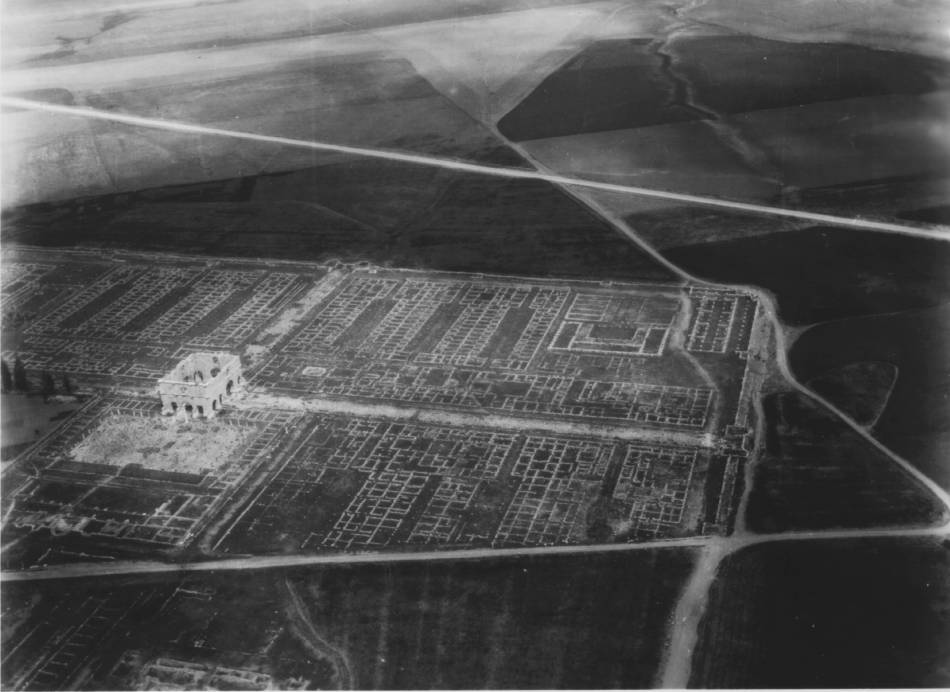
Vue aérienne de Lambèse en mars 1962.
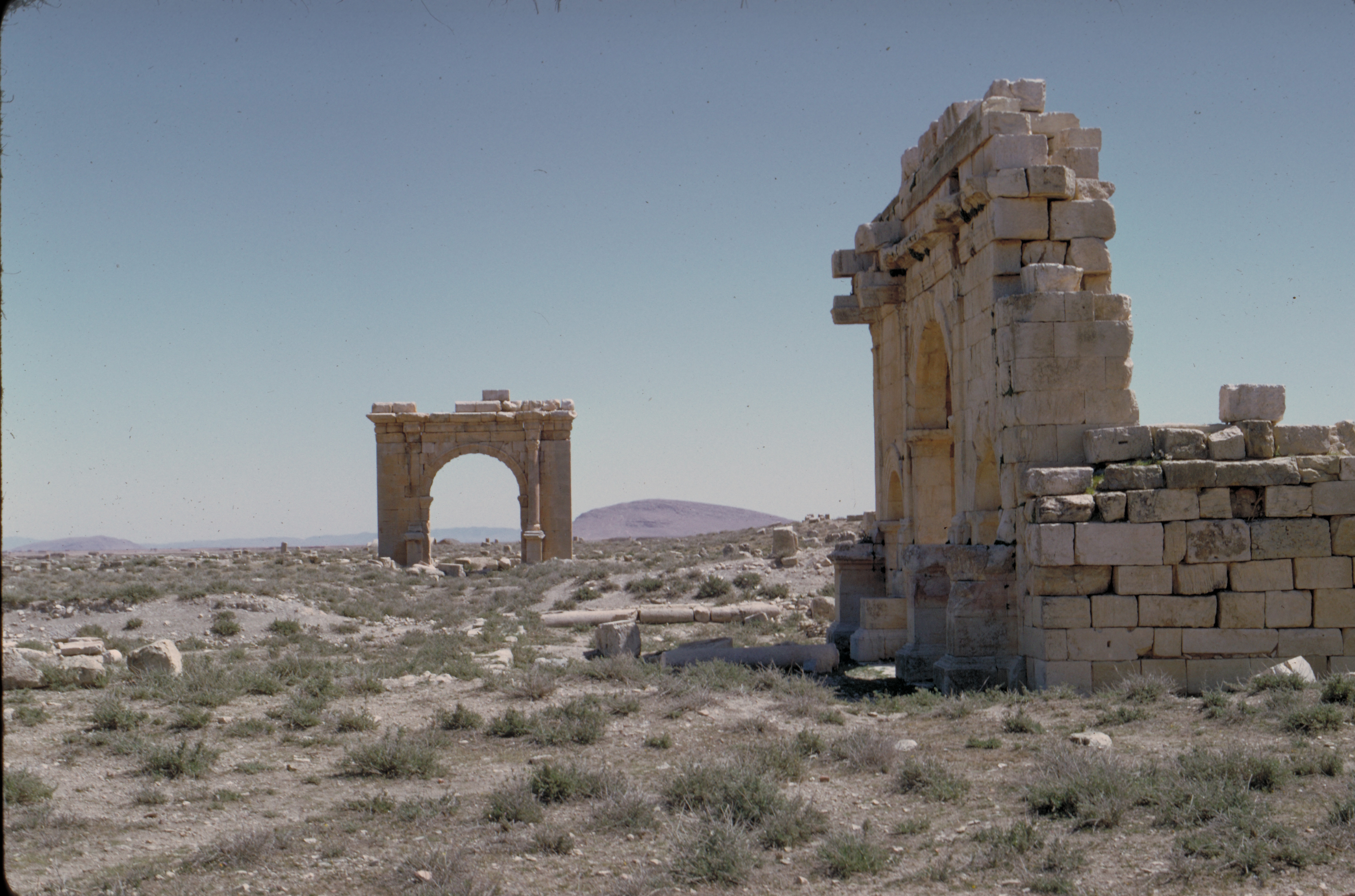
Zana
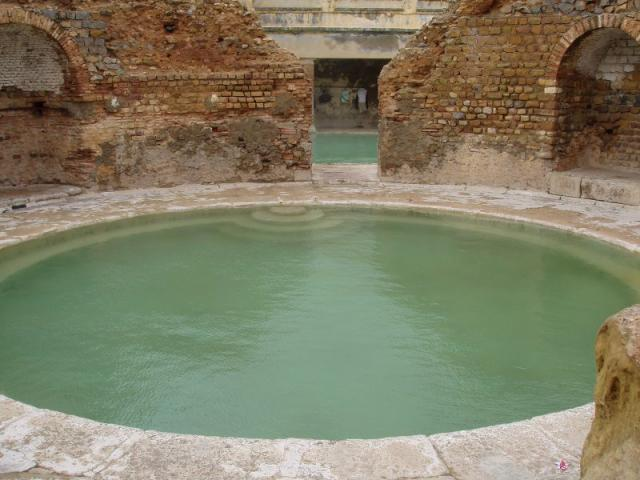
Bain de Mascula

#### Politique militaire

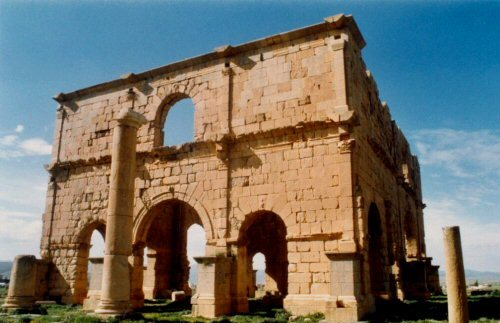
Lambaesis (actuelle Tazoult, en Algérie), ville militaire romaine, l'agglomération civile se développe autour des bâtiments militaires peuplés de soldats et d’autres catégories de personnel tel l’officum. Les ingénieurs militaires ont aidé à la construction des édifices du Lambèse civil.

La préconsulaire et la Numidie comprenaient une légion 5 500 hommes et un effectif contenant des auxiliaires à pied et à cheval d’environ 13 000. Les soldats de la légion étaient venus de Gaule. Après Hadrien, la légion était constituée uniquement d’élément d’Afrique et de Numidie.  Legio III Augusta servait de protection pour la province Cirta et l’Afrique (province romaine).
Septime Sévère a autorisé les légionnaires pour se regrouper en associations militaires au camp de Lambèse. Et probablement depuis Auguste, le métier de soldat est devenu une carrière pour les légionnaires. Plusieurs vétérans sont installés à Lambèses, à (Casea) El Madher , à Zana, à M'daourouch (Madaurous), à Markouna au temps de Sévère Alexandre qui distribué les terres conquises aux soldats. La légion avait plusieurs tâches à faire dont la construction des routes, la surveillance de limes, l’élaboration des monuments dans les villes

### Religions et cultes

#### Chrétiens
La religion chrétienne fera son apparition dès le début de l'ère chrétienne. À Lambèse, il y avait une grande église, saint Mammarieus décrit le martyre de Jacques et Marien. Vers 240, l'évêque Privat de Lambèse soulève un schisme en Afrique et du coup le concile de Lambèse condamne Privat,.
Saint Augustin nommera plusieurs hommes d'Église dans les Aurès. Timgad aura une grande bibliothèque pendant l'ère romaine. À l'arrivée des Vandales, une révolte de la population locale éclate dans les Aurès, ce qui va amener la destruction de la ville de Timgad.

#### Païens et culte impérial
La religion principale était l'adoration du Agurzil (dieu taureau) dans l'Aurès et dans tous les contrées berbères,.
À Baghaï (près de l'actuelle Kenchela ), pendant le milieu du IIe siècle, la ville possédait déjà des monuments et des dédicaces à Vénus.
Les ruines de Civitas Popthensis nous éclairent un peu plus sur les cultures religieuse de l'époque néo-punique vers l'époque byzantine. On y distingue notamment des inscriptions et des stèles païennes, qui relatent le sacrifice de bêtes et d'enfants pour le dieu Moloch. Pendant la Numidie, à N'Gaous, plusieurs stèles africaines (Molchornor" sacrifice d'un agneau" ou stèles de Saturne avec mention d'un sacrifice particulier) ont été trouvées par les chercheurs et signalées par les historiens.
Ifru était une déesse solaire et en même titre un dieu des cavernes et protecteur du foyer, etc. En somme, Ifru est une sorte de Vesta berbère.
La déesse Africa du sanctuaire était célébrée sur des céramiques produites à Timgad.

#### Conflit (donatistes-chrétiens-circoncellions) dans les Aurès
En l'an 256, Le christianisme fait son apparition dans la région des Aurès. Plusieurs évêques sont nommées dans la région des Aurès. Lors du règne de l’empereur Julien en 363, la liberté du culte était proclamée, les chrétiens rentraient dans la loi commune, ce que Leschi a indiqué à propos de l’ album de Timgad et ce qui a conduit après à la guerre civile en Numidie impliquant les chrétiens, les donatistes et les circoncellions.
La révolte religieuse et politique est manifestée dans le culte donatiste en Algérie par les Berbères. Vers 384, l'évêque Donatus Magnus engendre un conflit dans la région des Aurès, il fut la cause du soulèvement des adeptes du schisme dans les Aurès. L'empereur Constant envoya des missionnaires pour réconcilier les deux parties religieuses. Donatus Magnus chargea les circoncellions d'attaquer les habitants des Aurès. La troupe attaqua même la cavalerie romaine.
En 411, un évêque donatiste a été envoyé de Baghaï lors de la conférence de Carthage.
La ville fut la capitale la plus importante dans le conflit entre les donatistes et les catholiques pendant l'Antiquité. Lors de l'élection de Premien, la région des Aurès s'enflamme de nouveau. Les berbères détruisent la ville et mettent à sac la bibliothèque.

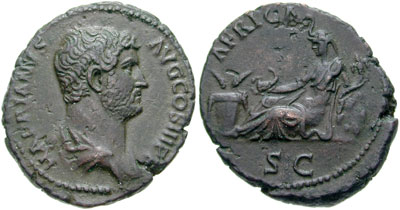
As d'Hadrien (136), représentant sur l'avers Africa, portant une dépouille d'éléphant, tenant un scorpion et une corne d'abondance, un modius de blé à ses pieds.
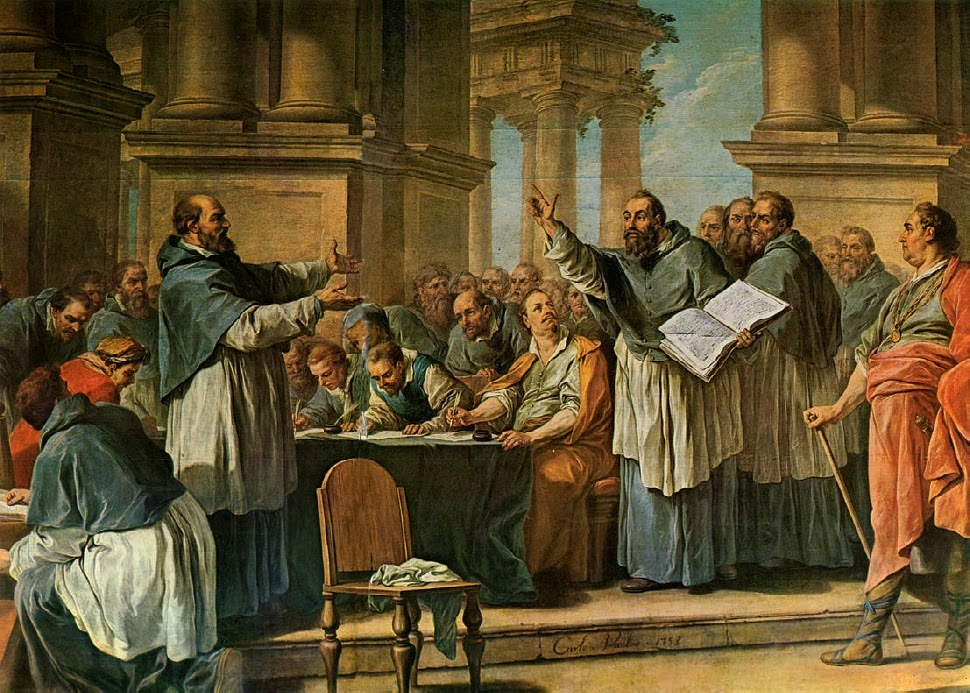
Saint augustin débat avec les Donatistes
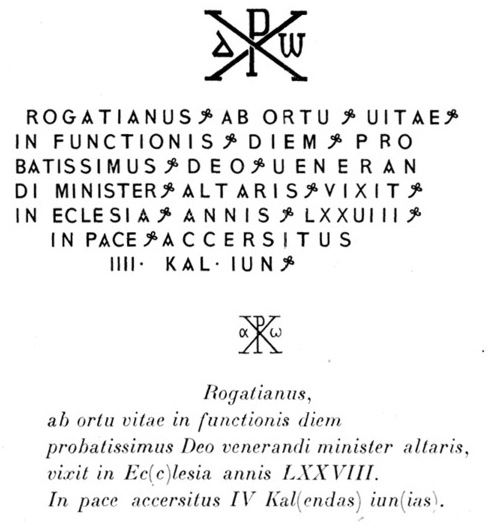
Épitaphe trouvée dans la région de Souk Ahras sur laquelle est écrit le nom Regatianus, avec le chrisme tout en haut

## Moyen Âge

### Présence vandale

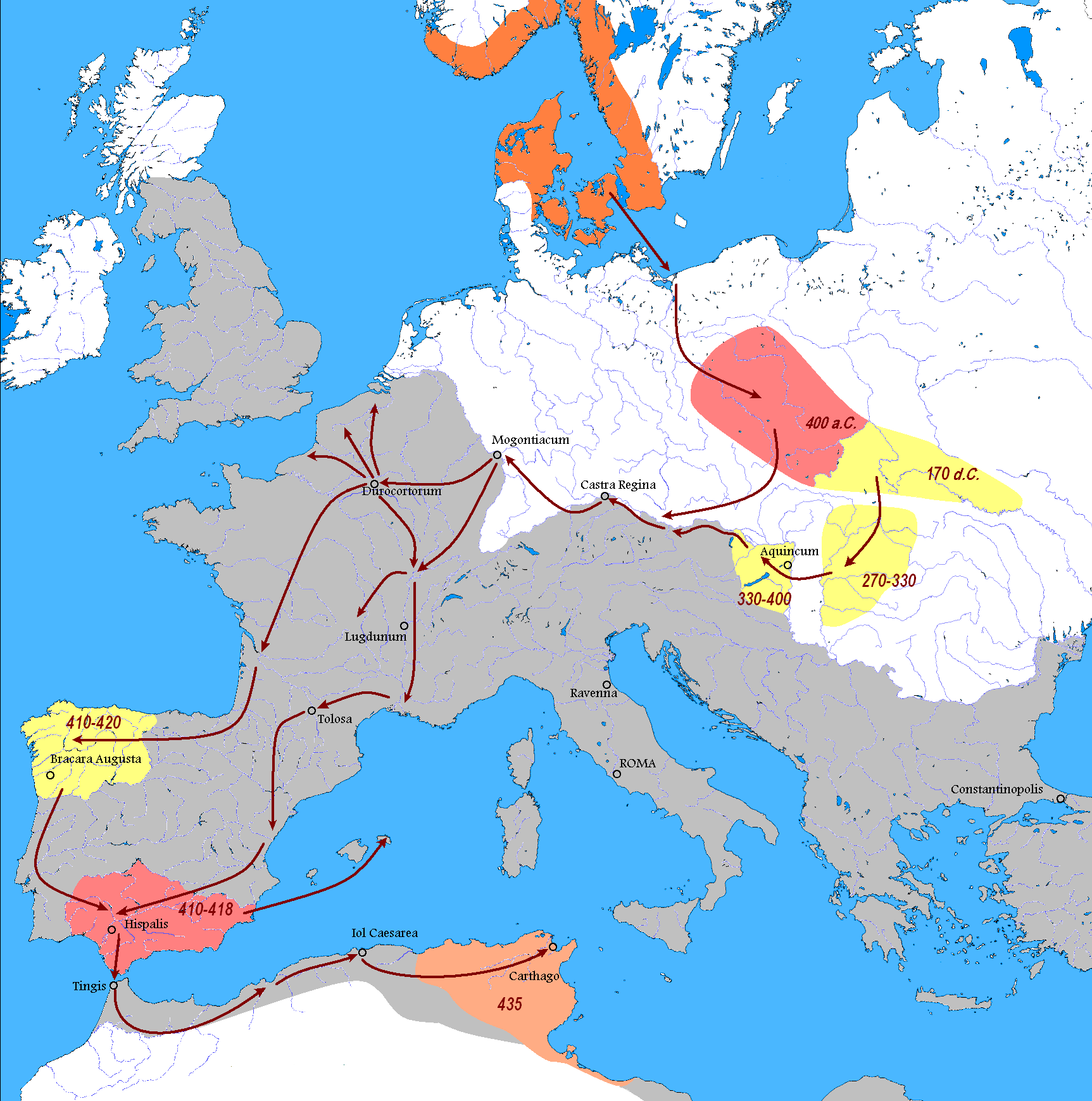
Expansion Vandales et Alains

En mai 429, 80 000 Vandales (chiffre très exagéré par l'historien byzantin Procope,), conduits par leur roi Genséric, traversent le détroit de Gibraltar, pour passer en Afrique romaine.  Genséric dévaste la Numidie, s'attaquant particulièrement aux littoral, et aux zones romaines, christianisées, et une partie de la proconsulaire. L'adresse du général et la faiblesse des Romains lui permettent d’enrôler une multitude de Berbères. Il dépasse Hippone et tente sans succès de prendre Carthage, puis revient sur ses pas et met le siège devant Hippone.  La population romaine en Afrique est alors de 7  à   8 millions d’habitants.

En 442, le roi des Vandales Genséric signe un second traité de paix avec Valentinien III, avec l'approbation de Théodose II. Il obtient les pleins droits pour diriger la province romaine d'Afrique proconsulaire, Byzacène, et l'est de la Numidie. La partie occidentale de la Numidie et les Maurétanie Sitifienne et Césarienne retournent à l'Empire. Théodose II s’est résigné à signer et Valentinien III a confirmé le nouveau traité de partage en 442 qui était avantageux pour les Vandales. Genséric reçoit une partie de la Numidie dont Hippone. L’Empire romain se contente des régions pauvres de Numidie, dont Cirta. Les Berbères romanisés ont mené le même train de vie antérieur, selon Victor de Vita, les riches étaient considérés libres, ce qui est probable, selon Charles-André Julien.
Après la conférence de 484, Maximus et Cardelus, appartenant au clergé de la ville voisine Diana (maintenant dans la wilaya de Aïn Beïda), ont été envoyés en exil par le roi Hunéric. Après la mort de Genséric, ses successeurs avaient des difficultés face aux tribus locales. L'économie et l’organisation sociale se trouvèrent en crise en Numidie lors du règne de Thrasamund, alors l’hérésie donatiste et la jacquerie en profitant des troubles durant le Ve siècle se soulèvent. Thrasamund leur riposte fortement, les montagnards de l’Aurès se précipitent sur plusieurs villes dont Timgad, Tebessa, Baghai  et Lambèse renversent le pouvoir en place, les villes deviennent désertes. Après la révolte, des royaumes berbères s'autoproclament, ce fut le cas de Masties qui s’est proclamé Empereur entre les années 476 et 477. Une inscription trouvée aux environs d’Arris fait mention de lui, selon Jérôme Carcopino. Son règne dura une quarantaine d'années sur la région des Aurès.
Après la chute du royaume vandale, Procope rapporte que 400 prisonniers vandales que Solomon renvoyait à Byzance, par mer, ont réussi  a fuir, et a débarquer en Afrique où ils se sont réfugiés, les uns en Maurétanie, les autres dans les Aurès, où ils prirent part à la sédition des forces impériales romaines en 535. Le siècle vandale (435-535) est essentiellement, pour les deux parties de l'Aurès un siècle de reconquête maure, qui se fit aux dépens des Berbères romanisés du massif.

### Présence byzantine

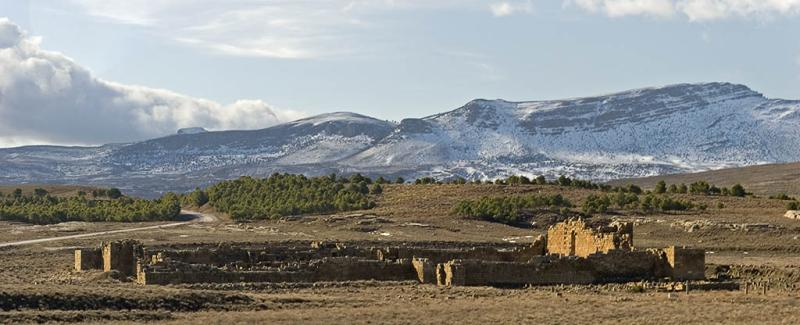
Fort byzantin sur les contreforts du massif montagneux du Belezma.

Les byzantins conquièrent l'Afrique à partir de 533.  En mars 534, le roi vandale Gélimer, battu à Hippone, se rend aux forces de Byzance conduites par Bélisaire. La plus grande partie de l'Afrique du Nord jusqu’à Ceuta est maintenant sous le contrôle de l'Empire d'Orient. Gélimer est envoyé à Constantinople orner le triomphe de Bélisaire, puis déporté en Galatie, où il reçoit des domaines. Une partie des Vandales est vendue comme esclaves, une autre incorporée dans la cavalerie romaine. Les autres membres de l'armée vandale s'enfuient dans les couffins de la Proconsulaire et en Numdie . L’armée devait rétablir les possessions romaines et en même temps les sauvegarder des incursions berbères surtout ceux du sud, par les nomades saharien et tripolitains.
Le 13 avril, Bélisaire réorganise l’Afrique récemment conquise, qui devient une préfecture du prétoire byzantine, divisée en cinq provinces (534-698), la numidie reste à l’est Constantine.
Le limes byzantins passe au sud de l’Aurès  à partir de Thouda (Tahouda) ou Tolga.
Les forteresses byzantines sont implantées à Lambèse à Mascula , à Timgad, à  ksar Belezma et à Tebessa .
Archélaos, questeur de Bélisaire, devient préfet du prétoire et Solomon gouverneur militaire.En 538, Salomon attaque la ville, mais il est défait par les troupes berbères.[pas clair]. Dès le départ de Bélisaire, les Berbères se révoltent, les uns en Byzacène conduits par Iaudas, roi de l’Aurès, les autres conduits par Cusina, chef des nomades de Tripolitaine. Des fortins byzantins ont été également trouvés à Médina (Ichmoul), la rivière d'Abiod, El Ksar, Saghida, Tighanimine, diar Abdous.
Les berbères se révoltent, Solomon sous les ordres des chefs berbères Massônas et Orthaïas, attaque leur roi, Iaudas dans les Aurès. Entre-temps, le gouverneur de Numidie ne pouvait pas arrêter la mutinerie, ce dernier prend la fuite. Les berbères infligent de sérieuses défaites aux byzantins, Solomon est tué lors de la bataille de Sufétula, puis lors de la bataille de Marta, Carcasan, le chef des Ifuraces fait fuir la cavalerie byzantine. La coalition maure est alors proche d’expulser les byzantins d’Afrique, mais Jean Troglita, envoyé en 546 par l'empereur Justinien pour reprendre en main la province, parvint, notamment avec le soutien de nombreuses tribus maures, et l'aide du chef berbère Cusina, à reprendre le dessus, et met fin à la rébellion lors de la bataille des champs de Caton, en 548.

En 596, l’ évêque Paul de Numidie s’est plaint des persécutions des donatistes.

Au temps de l'empereur Héraclius, dans les Aurès, le christianisme et autorité marchaient de pair. Masuna appartenait probablement à la dynastie des djedar, avait autorité dans les Aurès durant le règne de Héraclius.  Mastigas, chef berbère prend en main une partie de la Maurétanie Césarienne.
Ainsi de la présence Byzantine dans les Aurès  subsistent certaines fortifications et  forts comme à Timgad et à Belezma qui témoignent de la difficulté rencontrée par les troupes Byzantines pour s'établir dans cette région montagneuse très difficile d'accès. La présence byzantine dans les Aurès fut aussi brève que contrastée. S'il est vrai que les Byzantins passèrent les Aurès, ils ne purent en réalité jamais s'y installer ou contrôler les Aurès.
En 544, les Byzantins exerceront un pouvoir juste dans la province de Constantine. Cependant, l'émergence d'insurrection berbère contre les Byzantins provoque l'organisation de plusieurs États puissants, les Djerawa, les Banou Ifren, les Maghraouas, les Awarbas, et les Zénètes.

### Islamisation
De 644 à 656, la première tribu berbère de la province de l'Ifriqiya à se convertir à l'islam fut les Maghraouas. Leur chef, Ouezmar Ibn Saclab, fut sollicité par le calife Uthman ben Affan à embrasser la religion musulmane,. Les Maghraouas se convertissent en masse à la nouvelle religion lors du retour de leur chef.
En 665, les Omeyades lancent leur première attaque sur le Maghreb. C’est en 683 que Oqba Ibn Nafaa entreprend la conquête. Si la résistance des Byzantins les arrête peu, il en va différemment de celle des Berbères.
Les Omeyyades pénètrent au Maghreb. La première expédition arabe sur l'actuelle Tunisie est lancée en 647. En 661, une deuxième offensive se termine par la prise de Bizerte. La troisième, menée en 670 par Oqba Ibn Nafaa, est décisive : ce dernier fonde la ville de Kairouan au cours de la même année et cette ville devient la base des expéditions contre le nord et l’ouest du Maghreb. Oqba mena l'islamisation jusqu'au Magreb-al-aqça (signifiant « Occident ou Ouest extrême » correspondant à l'actuel Maroc). Envoyé en 693 avec une puissante armée arabe, le général ghassanide Hassan Ibn Numan réussit à vaincre l’exarque et à prendre Carthage en 695.

#### Religions pendant l'arrivée des ommeyades
Selon l'historien Ibn Khaldoun, à la veille de la conquête musulmane du Maghreb, plusieurs tribus berbères pratiquaient le judaïsme.

Il rapporte : « Une partie des Berbères professait le judaïsme, religion qu'ils avaient reçue de leurs puissants voisins, les Israélites de la Syrie. Parmi les Berbères juifs, on distinguait les Djeraoua, tribu qui habitait l'Auras et à laquelle appartenait la Kahena, femme qui fut tuée par les Arabes à l'époque des premières invasions. Les autres tribus juives étaient les Nefouça, Berbères de l'Ifrikïa, les Fendelaoua, les Medîouna, les Behloula, les Ghîatha et les Fazaz, Berbères du Maghreb-el-acsa ».

Aussi, dans une autre partie du Tome I d'Ibn Khaldoun, ce dernier nous dévoile que la Kahina avait des pouvoirs magiques « Hassan accorda au fils de la Khahina le commandement en chef des Djerawa et le gouvernement du Mont Awres, il faut savoir que d'après les conseils de cette femme, conseils dictés par les connaissances surnaturelles que ses démons familiers lui avaient enseignées, ses deux fils s'étaient rendus aux Arabes avant la dernière bataille ».

Ibn Khaldoun distinguait donc : 
- les Djeraoua (ou Djerawa), tribu qui habitait les Aurès et à laquelle appartenait la Kahena qui est une reine guerrière berbère qui fut tuée par les Arabes à l'époque des premières invasions
- les Nefousas (ou Nefzaouas), les Berbères de l'Ifriqiya
- les Fendelaoua, les Medîouna, les Behloula, les Ghîatha et les Fazaz, Berbères du Maghreb-el-acsa (nom arabe correspondant au Maroc).

Les tribus citées sont donc originaires de l'actuelle Tunisie (ancienne Ifriqiya), des Aurès Maghreb central et de l'actuel Maroc. Mais Ibn Khaldoun ne donne pas plus de précisions sur ces tribus. Dans d'autres chapitres de son L'Histoire des Berbères, Ibn Khaldoun traite de la résistance de la Kahena à la conquête arabe ou de l'histoire des tribus citées mais sans plus mentionner leur religion.

Mais, d'après Gabriel Camps, les deux tribus, Djerawa et Nefzaouas, étaient de confession chrétienne avant l'arrivée de l'islam. Et les deux tribus sont d'origine berbère.

### Révolte du chef des Awrabas dit Koceila ou Aksil
L’invasion complète manque d'échouer dans les Aurès, car Koceila, berbère d'origine des Aurès, se met en coalition avec les troupes grecques et byzantines pour contrer les musulmans. Le raid continue jusqu'à la mort d’Ibn Nafaa en 683 dans les Aurès, tué par Aksil qu'Okba a humilié en lui faisant dépecer des chèvres malgré l'avertissement  de Mohadjar disant a Okba de ne pas humilier Aksil ou Koceila pour les arabes exactement à Sidi Okba au Zab et près des Aurès.

L'unité politique et administrative du peuple berbère du Maghreb central et de l'Ifriqiya était sous le commandement de Koceila qui s'était converti à l'islam. Dès lors, un conflit éclate entre ce chef berbère et le chef des armées omeyyades Abou Mouhadjer. Ce dernier gagne la bataille à Tlemcen contre Kociela et il le fait prisonnier. Okba revient en Ifriqiya pour remplacer Abou Mouhadjer. Oqba Ibn Nafaa se rend à la rencontre de Koceila et le rabaisse. Oqba Ibn Nafaa prend Lambèse et Baghaï, deux villes importantes des Aurès. Par la suite, Il entre en guerre contre les chefs berbères au Zab et Tiaret. Enfin, il pénètre au Maghreb al aksa et fait la soumission de toutes les tribus Ghomara(cette tribu avait comme commandant le comte Julien), ensuite il prend Oulili et va vers l'Atlas où se trouvent les tribus de Masmouda. Une forte résistance se fait contre lui. Les Maghraouas (tribu zénète du Chlef et des Aurès et du Zab) étaient déjà musulmans alors ils décident de venir en aide viennent à Oqba Ibn Nafaa. Ensuite, ce dernier et les Maghraouas partent en direction des Sanhadja (tribu restée païenne et était en déplacement). Puis ils attaquent le Sous et ils avancent jusqu'à Taroudant. Koceila fut enchainé durant toute la conquête.

Enfin, Oqba Ibn Nafaa décide de retourner en Ifriqiya, il envoie ses troupes vers Kairouan et garde avec lui son prisonnier Koceila et une infime armée. Pendant ce temps, les Berbères l'attaquent et le tue, telle est la version d'Ibn Khaldoun.

Koceila défait alors toute l'armée musulmane. Il sera chef de l'Ifriqiya et du Maghreb oriental durant trois ans. Il pardonnera à tous les Arabes et sera le roi des Berbères. Reconverti au christianisme il fera une coalition avec les Francs (chrétiens grecs et byzantins).

Le commandant  Zohair ibn Qais est envoyé par  ʿAbd Al-Malik pour venger Oqba Ibn Nafaa. Après une grande bataille, Koceila meurt à Mems (ville Saguiet mêmes, dans les hauts plateaux de Tunisie sur la branche supérieure de Madjerda, Mampsaron de Ptolémée) près de Kairouan en 686.
Zohair ibn Qais est surpris par les byzantins et a été tué à Barqa.

### Immigration des populations
Dans son ouvrage, l'histoire des berbères Ibn Khaldoun précise que les pertes parmi les tribus berbères de l'Ifriqiya alliées à Koceila et à la Kahina furent lourdes ; parmi le peu de survivants, certains se convertirent tandis que d'autres se dispersèrent dans le Maghreb.
Plusieurs tribus des Aurès et plus globalement d'Ifriqiya auraient déjà commencer à se disperser dans le Maghreb, lors de la 1re vague d'islamisation du Maghreb menée par Oqba Ibn Nafi Al Fihri par peur des représailles. Certaines tribus Aurébas ou Awraba, alliées à Koceila, se seraient réfugiées et installées dans la région de Volubilis au Maroc.

### Révolte de Dihya dite Kahina

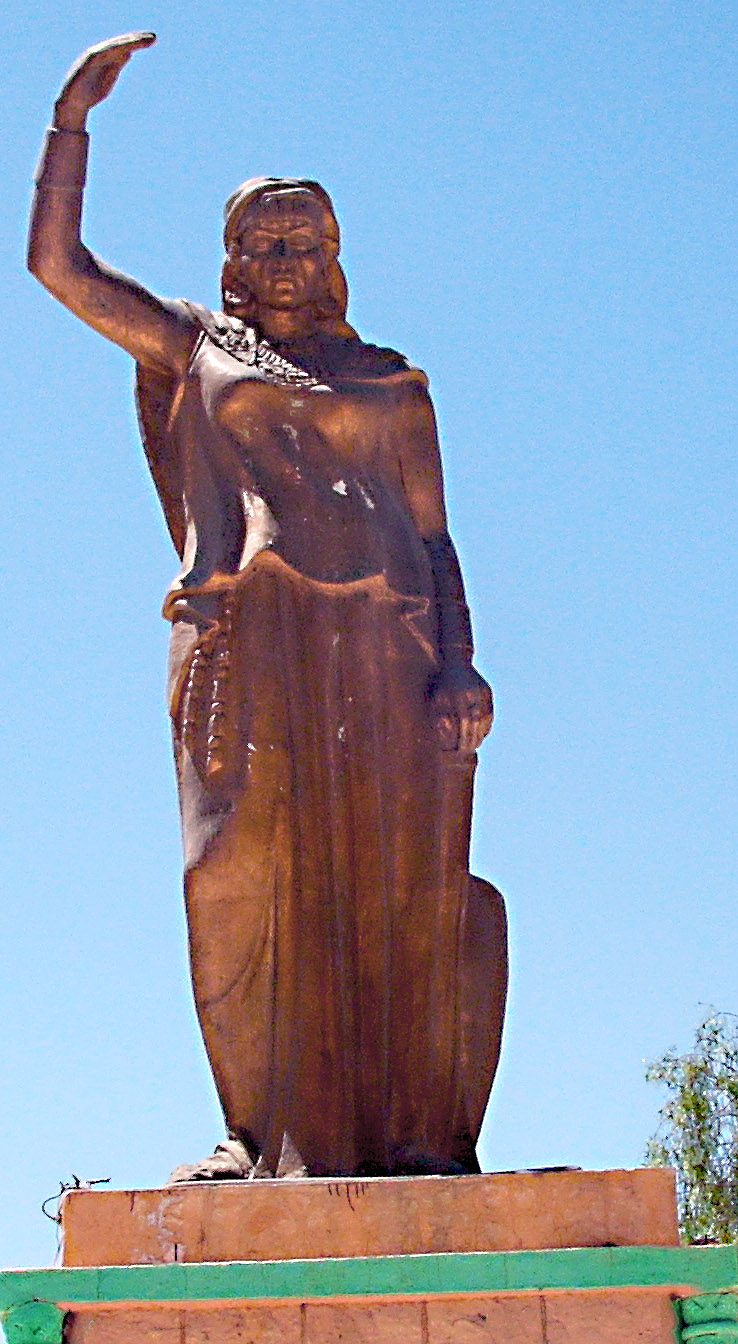
Statue commémorative de la Kahina à Khenchela

Dihya, dite la Kahina, prend la tête de la résistance. Une femme Issue de la tribu des Djerawa, de la confédération Zénète implantée dans les Aurès, cette femme a été élue ou nommée à cette charge par le conseil de la confédération des tribus. Elle tue Oqba Ibn Nafaa pour venger la mort de Koceila et procède ensuite à la réunification de nombreuses tribus du Maghreb central et de l'Ifriqiya et elle défait l’armée des Omeyyades dans plusieurs attaques grâce à l'apport des cavaliers des Banou Ifren. Elle règnera sur tout l'Ifriqiya pendant cinq années.

Hassan entreprend de combattre les Zénètes rassemblés autour de Dihya. Mis en difficulté, il est repoussé jusqu'à Barqa, mais réussit à reprendre le dessus, notamment grâce aux renforts envoyés par le calife ʿAbd Al-Malik. Dihya sera vaincue dans la dernière bataille contre les Omeyyades  près de l'actuelle Tabarka , puis elle a été pourchassée jusqu’aux Aurès avec ses fidèles. Dihya a été tuée près d'un puits nommé aujourd’hui Bir el kahina.  à Bir el-Ater dans la wilaya de Tebessa et sa tête est envoyée à ʿAbd Al-Malik  en 702.

### Urbanisme et cavalerie Zénètes
Parmi la population des Aurès les Zénètes, ces derniers sont reconnus comme les bâtisseurs de villes au Maghreb et les Zénètes, originaires des Aurès, sont les premiers à monter un cheval avec une selle et des étriers. Ils fournissaient les meilleurs cavaliers au Maghreb. La selle était toujours recouverte de soie, brodée minutieusement par les femmes et attachée à l'aide d'une sangle de satin.

### Tariq ibn Ziad et Musa ben Nusayr

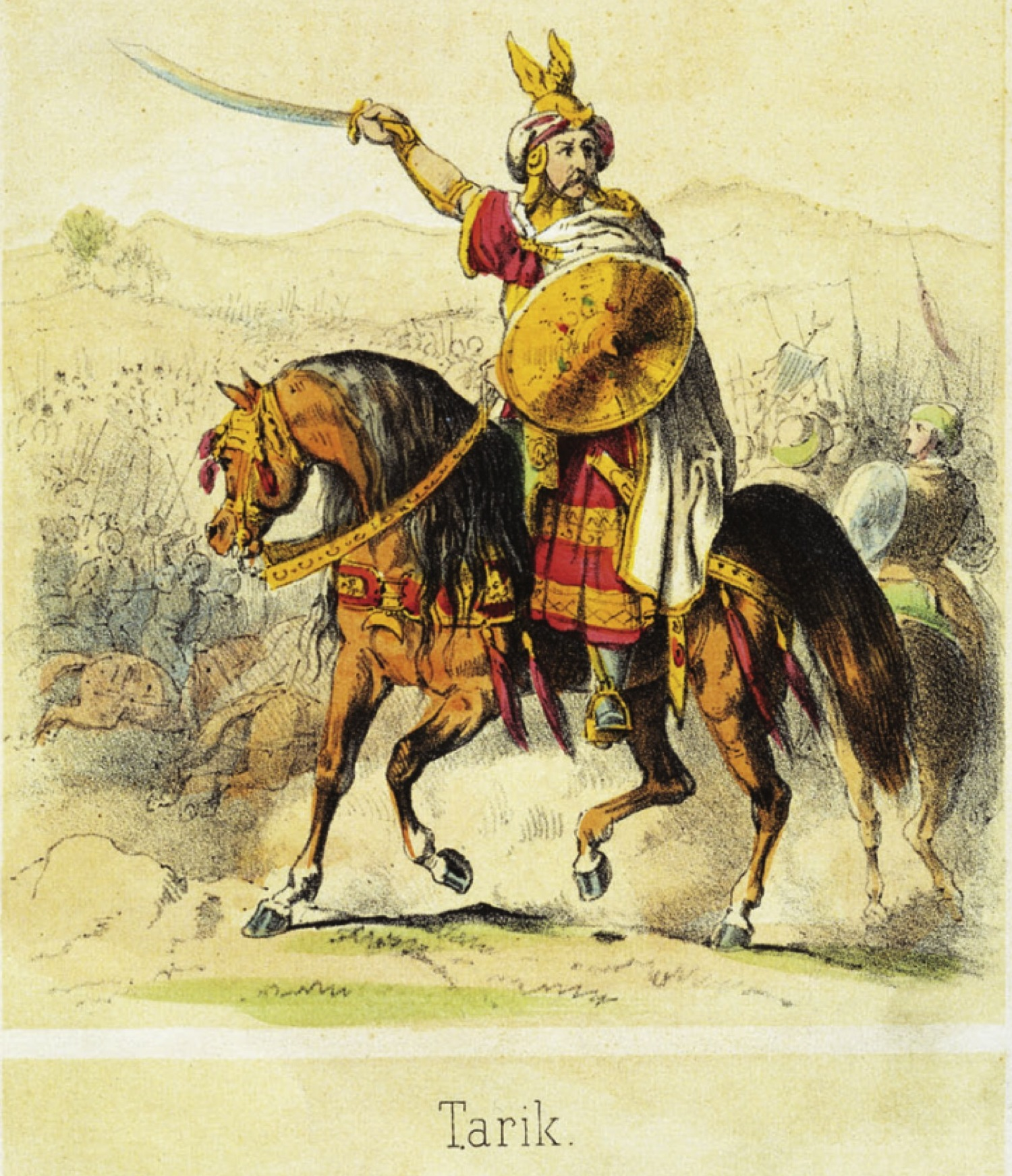
Tarik ibn Ziyad

Ibn Khaldoun écrit que le commandant Musa ben Nusayr augmenta son contingent militaire en exigeant 12 000 Berbères zénètes pour réislamiser les autres populations situées à l'Ouest de la province (Ifriqiya) et le Maghreb central; Il faut préciser qu'en arabe l'Ouest ou Occident ou Pays du soleil couchant se dit Maghreb comme cela est indiqué dans la traduction des écrits de Ibn Khaldoun par le baron de Slane. Il est également nécessaire de rappeler d'une part que l'islamisation du Maghreb avait déjà débuté sous son prédécesseur Oqba et que, d'autre part, il y a des milliers de kilomètres entre les Aurès du Moyen Âge ou Kairouan (capitale de la province d'Ifriqiya de Musa ben Nusayr) et Tanger, ce qui implique pour cette époque des mois de voyage (marche ou à cheval) et de nombreuses autres tribus berbères à convertir ou à reconvertir comme le mentionne Ibn Khaldoun. Ibn Khaldoun n'écrit à aucun moment que les 12 000 hommes exigés ont servi à la conquête de l'Andalousie, de l'Espagne ou de l'occident chrétien. Ibn Khaldoun écrit qu'après la conquête du Maghreb par les troupes de Musa ben Nusayr, Tariq (écrit Tarec dans l'ouvrage), gouverneur de Tanger, y stationna avec 12 000 Berbères fraîchement convertis accompagnés de 27 Arabes chargés de leur formation coranique, sans aucune autre précision, en particulier sur l'origine des ethnies présentes. C'est seulement après avoir jugé l'islam bien ancré au Maroc que Moussa Ibn Noçaïr retourna en Ifriqiya d'où, par missive, il dépêcha en 711 Tariq ibn Ziyad stationné à Tanger de conquérir l'Espagne,.
La ville de Tobna sera assiégée par Abou Qurra avec une armée de 40 000 personnes de 767 à 776, pour déloger Omar Ibn Hafs des Abbassides. 
En 800, un gouverneur arabe du Zab, Ibrahim ibn al-Aghlab obtient le titre d'émir et fonde la dynastie des Aghlabides, une dynastie qui, sans rompre avec les califes abbassides, demeure indépendante. Cette dynastie a occupé la partie orientale du pays, cependant les Aurès leur échappent.

### Révolte et opposition des Berbères sufrites, nekarites et ibadites dans les Aurès
Ensuite, plusieurs révoltes kharidjites vont être érigés contre les Abbassides et les Fatimides et les Omeyyades dans la région des Aurès au VIIIe siècle. Au milieu du Xe siècle Abu Yezid de la tribu des Banou Ifren rassemblera plusieurs hommes des tribus des Aurès, pour reprendre l'ancienne Ifriqiya en 942, des mains fatimides.

### Zirides et Hammadides

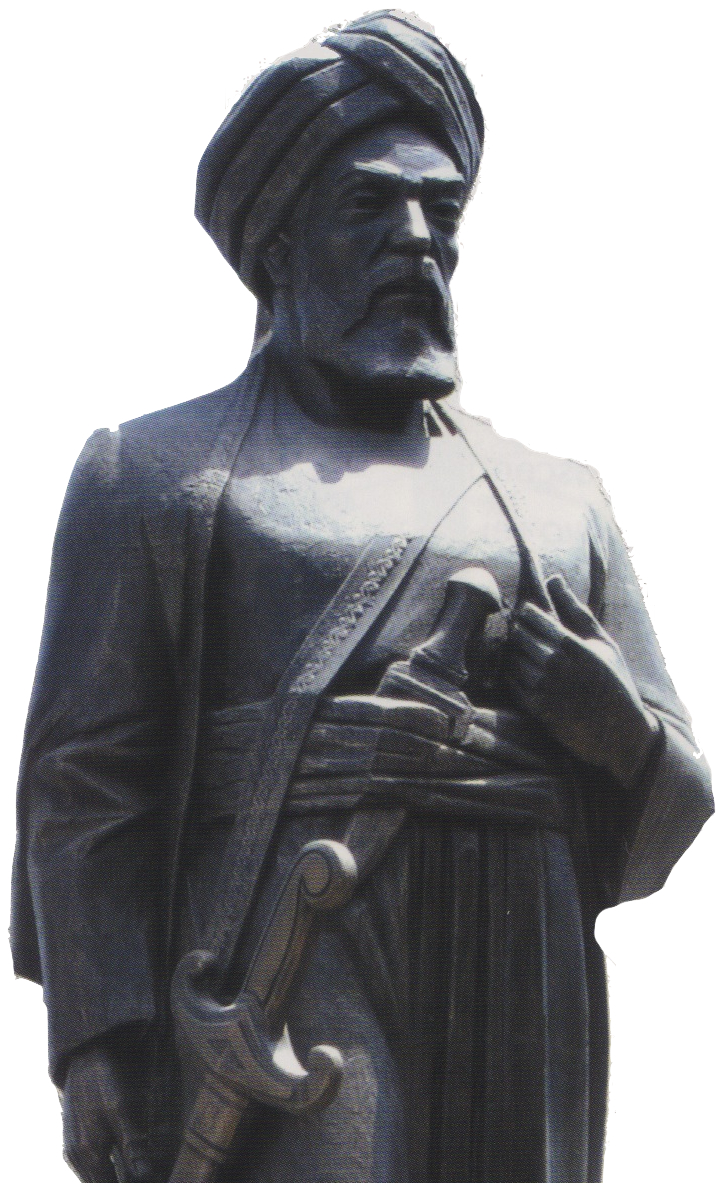
Bologhine ibn Ziri

La victoire des Zirides et des Hammadides sur les Zénètes entrainera un grand changement dans les Aurès. Les Banou Ifren et les Maghraouas vont perdre beaucoup d'hommes lors de la révolte d'Abu Yazid dit « l'homme à l'âne » et appartenant aux Banou Ifren. Les deux dynasties zénètes n'auront aucun rôle depuis dans les Aurès. À l'ouest de l'Algérie, les mêmes tribus seront éliminées par les Almoravides. Ils n'ont restera qu'une fine partie dans l'actuelle Algérie. Mais, les tribus chaouis vont alimenter les dynasties berbères en envoyant leurs hommes, dans la conquête de l'Andalousie. Plusieurs dynasties chaouis auront des États indépendants (Taïfa) comme les Berzal. Une lutte infernale s'engage entre les tribus berbères pour le pouvoir et la religion (conflit entre Zénètes et Sanhadja).

Les Zirides prennent tout le territoire des Aurès et feront plusieurs alliances avec les tribus dont les Djerawa. Les Zirides vont faire la guerre contre les Houara et les Goumerts. Bologhine ibn Ziri interdira aux Zénètes de monter un cheval sous peine de mort. Ce dernier a interdit l'élevage des chevaux dans la région des Aurès pendant son règne lorsqu'il a combattu les Zénètes.

La région des Aurès sera soumise en partie aux Hilaliens, après la chute des Hammadides, des Fatimides et des Zénètes. Les Hilaliens auraient difficilement cohabités avec les Berbères.
Plusieurs tribus arabes vinrent pour s'installer chez les Berbères lors de l'arrivée des Hilaliens, ces derniers ont été utilisés par la suite comme soldats les dynasties berbères après avoir été soumis par les almohades.  Ensuite, les Almohades détruisent les Zirides, battent et soumettent les tribus arabes et prennent la région des Aurès. . Par la suite, les Oussin, fraction des Zénètes, restent maitres des Aurès, perchés dans leurs montagnes. Le roi Zianide déclare la guerre aux Maghraouas, aux Almohades et aux Hafsides.
Les Aurès feront partie des territoires Hafsides et l'impôt sera prélevé par eux. Cependant une révolte éclate chez les Imlouls, Yahia Ibn Yemloul sera à la tête de la révolte au temps des Hafsides vers 1384 dans les Aurès, dans la partie orientale et en Tunisie.

### Époque ottomane
Après l'effondrement des Zianides, les Ottomans prennent une partie des Aurès. L’instauration du pouvoir ottoman paraît avoir marqué le début d’une progression vers un équilibre nouveau. Les Ottomans n'auraient pas pu s’établir dans les Aurès, cependant plusieurs tribus devaient payer l'impôt au bey de Constantine. D'après E. Masqueray , le passage sur le territoire ne fut pas interdit aux Turcs. En fait, les Turcs, eux, ne sont certainement pas passés par là, et ils n’avaient aucune raison de le faire, ayant le choix entre deux routes plus faciles. La première, par les gorges d’El Kantara c’est la grande voie de passage vers le Sahara. Voie traditionnelle utilisée par les nomades dans leurs mouvements de transhumance, elle a été empruntée aussi bien par la route automobile que par la voie ferrée. Elle présente des avantages évidents : elle est beaucoup plus largement ouverte, les dénivellations sont faibles, l’enneigement est moins fort, la végétation offre peu d’obstacles. En revanche on y était exposé aux coups de main des tribus pillardes du Hodna
À l'est de l'Algérie dans les Aurès, plusieurs tribus s'unissent et déclenchant des luttes contre les Ottomans. Plusieurs luttes internes entre fractions chaouis s'enflamment dans les zones montagneuses des Aurès. Les Ouled Daoud ainsi que plusieurs tribus empêcheront les Ottomans de pénétrer dans leurs territoires.
Cependant, selon de récentes études, le territoire ne fut pas le lieu de révoltes, ou alors très exagérées, les Ottomans n'ont jamais eu accès à l'intérieur du massif, le massif algérien de l’Aurès, assure Georges Marcy, apparaît au cours des siècles comme un réduit indélogeable de la dissidence berbère vis-à-vis du pouvoir central exercé par les conquérants successifs. Les Turcs n’ont jamais eu accès libre à l’intérieur du massif. Rien ne permet d’affirmer que les Turcs aient dû intervenir pour rétablir l’ordre dans l’Aurès, sauf peut-être une fois à la fin du XVIe siècle. D’après certaines chroniques, le cheikh Sidi Yahia ben Siliman el Aourassi, juriste consulte éminent, vivant dans l’entourage du bey de Constantine, se serait retiré dans les montagnes après avoir été victime d’une cabale lui faisant craindre pour sa vie. Il aurait alors soulevé les Chaouïa ; on n’en sait pas plus. Quelques années plus tard, en 1637, Mourad étant bey « une formidable insurrection » aurait affecté toute la province, du littoral au Souf, mais on n’a aucune raison de croire que les gens de l’Aurès s’y soient trouvés mêlés. En 1707, Hammouda Bey aurait conduit une expédition dans le massif avec des effectifs importants ; mais comme la méhalla annuelle mobilise elle aussi des forces nombreuses, que ni Peysonnel, ni Shaw n’évoque cet événement alors qu’ils se sont trouvés sur les lieux peu d’années après, que, par ailleurs Hammouda Bey n’est resté au pouvoir qu’un an, il pourrait s’agir d’une campagne fiscale un peu plus appuyée que d’habitude. En fait, les Turcs étaient pourtant parvenus à faire admettre leur présence, à la vérité si légère, ici, qu’elle a été rapidement oubliée. Même dans cet Aurès occidental que leurs détachements traversèrent plusieurs siècles durant, où leurs agents devaient passer toutes les fois qu’ils allaient dans les Zibans, où enfin Hadj Ahmed Bey, aux abois, devait trouver l’hospitalité leur souvenir semble s’être à peu près complètement perdu.
Les témoignages, rabaissants, de Peyssonnel, et Shaw semblent erronés, en effet, aucun des deux  n'a pénétré dans les Aurès, ils n’ont vu que le piémont tellien et ils l’ont vu couvert de céréales à la saison des moissons ; ils n’ont probablement eu aucun contact avec ses habitants sur les lieux où ils avaient leurs villages et leurs magasins collectifs, les guelaa.

#### Chronologie des batailles du beylik de Constantine
Khayr ad-Din Barberousse a créé le Makhzen dans la province de Constantine. Les Zemoul furent alliés des Ottomans, leurs terres servaient à toute personne voulant être du Makhzen. Chaque membre du Maghzen est exempté d'impôt et reçoit un cheval et un fusil du Bey. Plusieurs tribus se rallient aux Turcs et plusieurs immigrants s'installent alors dans la province, ce qui formera des Zmalas (villages pour auxiliaires militaires et politiques ou hommes du gouvernement). 
| Année              | Bataille |
| ------------------ | --- |
| 1667               | Redjeb Bey fait une expédition contre les Ouled Bou Aoun. |
| 1668,              | le Bey Chaâbane organise une deuxième expédition contre les Ouled Bou Aoun. |
| fin du XVIe siècle | le soulèvement du Chiekh Sidi Yahia Solimani des Aurès |
| 1705,              | Ibrahim Bey déclare la guerre aux Righas de Sétif, aux Ouled Sellam, aux Ouled Soltane des Aurès et les force à la soumission. |
| 1707               | Le Bey Hamouda mène une expédition dans les Aurès. |
| 1710,              | Abd Rahmen ben Ferhat Bey supervise une expédition contre les Hanencha. |
| 1717,              | le Bey Kelian Hosseïn dit bou Kemia organise l'armée turque et à ce moment le caïd de Zmella est nommé par le Pacha d'Alger. |
| 1720,              | le Bey Kelian Hosseïn déclare la guerre contre les Hanencha, les Ouled Abd Nour, les montagnards des Aurès. |
| 1746               | le Bey Hassen Bou Hanak déclenche la guerre contre les Saoula. |
| 1754               | Sigus est attaquée par le Bey Hosseïn dit Zerak Aïnou. |
| 1755               | Kermiche ben Selama, caïd des Zemoul, où il a été à la tête de la cavalerie dans l'expédition de Tunis, entame 6 expéditions contre les montagnards des Ouled Soltane, mais il sera tué, il sera attaché à un arbre et les Ouled soltane le brûlent. Saleh Bey ne pouvait pas s'aventurer dans les montagnes des Aurès. En somme, la grande union des Chabias se divise, cela provoque l'indépendance de plusieurs tribus à l'égard des Ottomans entre XVIIe siècle et XVIIIe siècle. Les Hanenchas, les Nemenchas sont gouvernés par Razgui ben Amara Rachachi. Les Haraktas sont gouvernés par Chick Aissa. |
| 1771               | Saleh Bey attaque les Ouled Naïl, les Ouled Bou Aoun, les Ouled Seguen. Les Guerfa sont guidés par la famille des Ben Merad, Les Aurès sont gouvernés par deux personnes : Amrani et Amar el Aouêr. Toutes ces tribus vont faire la guerre contre les Ottomans et leurs tribus alliées, qui faisaient des prélèvements d'impôts. Les mouvements des confréries religieuse étaient fort implantés dans toutes les régions du sud et dans une partie des Aurès. |
| 1794,              | Moustapha bey el Ouznadji attaque le mont Mestaoua et les Ouled Zerdazas. |
| 1797               | les Henancha sont attaqués par Ingliz-Bey. |
| 1804               | le Bey Osman traque Chérif Bou Dali des Ouled Seguen. Car ce dernier a pris Constantine avec l'aide des Kabyles en absence du Bey. |
| 1805               | Abd Allah Bey fait une expédition contre la révolte de Nememcha. |
| 1808               | le Bey Toubbal attaque les Ouled Seguen, il rase leur village. |
| 1811               | Naâman Bey entreprit une expédition contre les Ouled Seguen, il sera vaincu. |
| 1813               | Tchaker Bey demande l'aide des tribus de Teleghma, des Zemoul, des Ouled Abd Nour pour attaquer les Ouled Seguen. Ces derniers, cernés, demandent la grâce. Les Ouled Oudjana des Aurès les attaquent, mais les Ouled Seguen ont pu les repousser. |
| 1817               | les Saharis attaquent les Ouled Seguen. Les deux se rejoignent au mont Bouarif, il y aura plusieurs morts des deux côtés. |
| 1818               | Ibrahim-Bey et ses troupes s'engagent dans une bataille contre les Ouled Seguen, ces derniers gagnent le Bey. Sans réussir à vaincre les Ouled Seguen, Ibrahim-Bey est remplacé d'abord par Mohammed-Bey-Malamli puis par Hadj Ahmed Bey vers 1825-1826. Ce dernier décide de battre les Ouled Seguen, il tue 30 cavaliers parmi eux. À son retour de Constantine, 15 de ses cavaliers sont tués. |

En 1830, les Ouled Seguen refusent de combattre au côté de Hadj Ahmed Bey lors de la prise d'Alger. Alors les Ouled Seguen constituent leur propre chef dit Ben Djaber ou Bey el Oumma (le bey du peuple) et ils essayent de regrouper toutes les tribus pour combattre Hadj Ahmed Bey. Dès que ce dernier est revenu à Constantine, il invite les Ben Gana à le rejoindre pour faire la guerre contre les Ouled Seguen. Les Zemoul aussi se regroupent autour de Hadj Amed Bey. Mais cette fois-ci, les Ouled Seguen décident alors d'envahir les villages des Zemoul, ce qui conduit Hadj Ahmed Bey à demander la paix aux Ouled Seguen. Ces derniers acceptent, mais avec des conditions. Alors Hadj Ahmed Bey décide de les attaquer. À l'arrivée de l'Armée française, les Ouled Seguen furent les premiers à s'engager contre le Bey de Constantine. Après la prise de Constantine en 1837, Ahmed Bey se réfugie dans les Aurès chez les Bni Abbès de Menaa, avant sa soumission.

#### Confréries et rites musulmans
Presque tous les autochtones de l’Aurès qui pratiquent appartiennent aux Rahmaniya, aux Chadhiliyya, aux Qadiriyya et aux Derdouriyya principalement dans les environs d’Arris. Le rôle de la ville de N'Gaous a été un pôle dans l'instruction religieuse et du civisme entre 1300 et 1600 jusqu'à l'arrivée des Ottomans. Plusieurs écrivains notamment de langue arabe ont écrit plusieurs ouvrages comme Ahmed ibn Abderhamen al negaoussi al Badjaoui et Yacoub Ibn Ali, ce dernier a été un ami d'Ibn Khaldoun.
 
Les deux mosquées de N'gaous sont parmi les anciennes mosquées des Aurès après la mosquée de Oqba Ibn Nafi Al Fihri à Biskra. L'une d'elles fut construite vers la fin du XVe siècle par le saint  Sidi Kacem ben Djenanan, un homme pieux venu du Sud (Hodna), elle porte le nom les Sept dormants.  La région de Biskra a eu un grand rôle dans l'instruction religieuse également dans l'Aurès.

##### Chadhiliyya
La Chadhiliyya a été représenté dans l’Aurès par les fils de Sidi Bou Beker, il a dirigé la zaouïa de Tamza à Khenchela dont le nombre était de 1400 adeptes. Ensuite, elle est installée par les Naceria à Khenguet Sidi Nadji. Les Naceria ont un lien à Tamegroute dans la vallée de l’oued Draa  au Maroc ; ils ont un pouvoir  au Maroc, à Tombouctou et à Arouan. Ils avaient un traité avec les beys de Constantine et avec le duc d’Aumale, ils étaient au nombre de 650 basés à Khenchela.

##### Qadiriyya
Mohammed Seghir Ben Abbès a été le chef spirituel de Qadiriyya, selon la tradition orale, il était frère de Djilani. Il a construit la zaouïa de Menaaqui a deux   succursales à Khenchela. La zaouïa comprend 2600 adeptes et avait le contrôle depuis trois siècles sur la région. Leur chef se disait originaire du Maroc. Grâce à son influente  famille, l'armée des beys de Constantine n’avait pas obtenu le droit de passer par l’oued Taga ou l’oued Abdi ou chez les Beni Ferah. Il leur a interdit de passer également vers les villages.

Les Ben Abbès ont évité des guerres de village et par leurs conseils, les Ouled Abdi se sont assimilés avec les habitants des Ouled Moumen et des Ouled Azzouz.
Mohammed Ben Abbès a obtenu le titre de caïd de l’Aurès, il confinait à distribuer les dattes qu’il avait récoltées aux pauvres. Napoléon III lui a offert  la croix de la Légion d’honneur. Le cheikh de la zaouïa se tenait à l’écart de la politique.

##### Derdouria
La zaouïa  derdouria suit la tradition religieuse de la confrérie Rahmaniya, elle a été fondée en 1800 par Derdour ben Omar. El Hachemi Ben Derdour dirige la zaouïa  à partir de 1875. En 1879, El Hachemi Ben Derdour , chef spirituel de la  zaouïa, est arrêté lors de la révolte dans les Aurès. Il est exilé en Corse et il revient aux Aurès et décède en 1899. La derdouria comprend des annexes à Medrouna, Nara et Thelath près d’Arris. Son activité était dans plusieurs domaines, enseignement religieux, l’économie, la société. En 1879, la derdouria interdit à la population locale de payer les impôts et de ne plus faire affaire avec la justice française. Plusieurs cheikhs se succèdent jusqu'à l'arrivée du cheikh Mohamed Hachemi ben Abdallah. Ce dernier participe à la guerre de libération et d’indépendance de l’Algérie et est emprisonné à la fin.

##### Kacem Djenanen de N’Gaous
Pendant l'ère musulmane, la mosquée les Sept dormants (Djamaâ Sebaâ Rgoud) qui date du XIe siècle  a été reconstruite par Sidi Kessam ben Djennen  au début du XVIIe siècle. Cette mosquée est un vestige national. Sidi Kacem fut un homme religieux respecté par les habitants de la ville, il est venu de la Hodna, il a organisé la région de N’Gaous et inculqué aux citoyens plusieurs savoirs et valeurs. Il est décédé et est enterré en 1623 ou en 1628 dans une partie de la mosquée de N'Gaous. L’école El Youssoufia, pendant les années 1940, sous le contrôle de l’Association des oulémas musulmans algériens, s'est opposée aux rites des populations locales. Cette dernière croit à sa bénédiction et badigeonne avec le henné les murs à l'intérieur de la pièce des sépultures en signe de vénération. Sidi Kacem demeure dans l'imaginaire collectif chez les habitants de N’Gaous et ses alentours. Une autre mosquée fut construite, elle porte son nom à N'gnous.

##### Rahmaniya

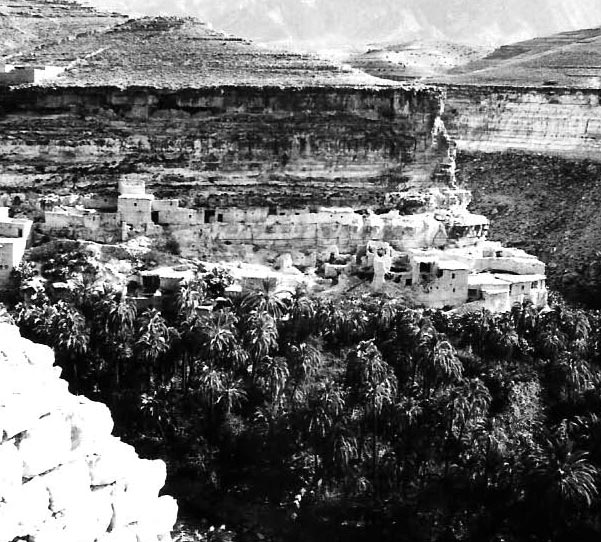
Photo ancienne de Ghoufi au début du XX, après sa destruction

Parmi les adeptes de la Rahmaniya, Sidi AliBen Amar a été fondateur de la zaouïa de Tolga ainsi que cheikh El Mokhtar Ben Khelifa des Ouled Djellal  et Si Saddok Bel Hadj Masmoudi a été fondateur de la zaouïa de Sidi Masmoudi, ce dernier a été à la tête de la révolte de 1859,  Il est décédé à la maison centrale d’El Harrach en 1862. La zaouïa de Sidi Masmoudi a été détruite en 1859 par le général Desvaux puis elle a été reconstruite à Timermacine. Sidi Abd El Hafid de Khanga Sidi Nadji a été accusé d’avoir participé à l’insurrection de 1859. Son fils Si Mohammed El Ahzari Ben Abd El Hafid a été responsable de la zaouïa de Kheirane dans l’Ahmar Khaddou. À Khenguet Sidi Nadji, Abdelhafid Ben Mohammed Mokadem de Si Mohamed Ben Azzouz a été homologué pour prendre en charge la zaouïa de Khanga Sidi Nadji pour enseigner les doctrines des Rahmanya. Cependant, la zouka de Sidi Nadji était en conflit avec ceux de la zaouïa de Tolga. La population du djebel Cherchar sauf les Ait Barbar dépendent des Tijaniyya de Témacine qui a été en lien avec la confrérie de Khenchela.

La zaouïa  de Tolga suit la  Rahmanya, elle a été fondée par le cheikh Ali Ben Amar, elle suit également la congrégation de Nefta. L’autorité du cheikh est exercée sur les Zibans, les Nouazid , le cheraga et Souk Ahras. Les adeptes de la rahmanitya étaient  au nombre de 17 000 personnes, à Batna, à Ain Touta, à Khenchela, à Ain Soltan, etc.

La zaouïa d’El Hamel était basée principalement au Sud chez les Ouled Djellal; son cheikh Si Saddok soulève les tribus de l’Ahmar Khaddou ainsi que les  Ait Bou Slimane entre 1849 et 1850, ensuite il appelle à la guerre entre 1858-1859. Après sa défaite dans le ravin de Tougegaline, Si Saddok  sera capturé par les goums et sera interné à l’île Sainte-Marguerite, ensuite à El Harrach où il meurt en 1862.

Après seize ans, une nouvelle zaouïa est construite par son fils à Timermacine près de Tkout. Elle compte également la zaouïa d'Oued Taga .

##### Lieu de culte dans les Aurès
La vieille mosquée de Sidi Abdessellam construite au début des années 1500 à T'Kout.

## Contemporain

### Début de la colonisation française

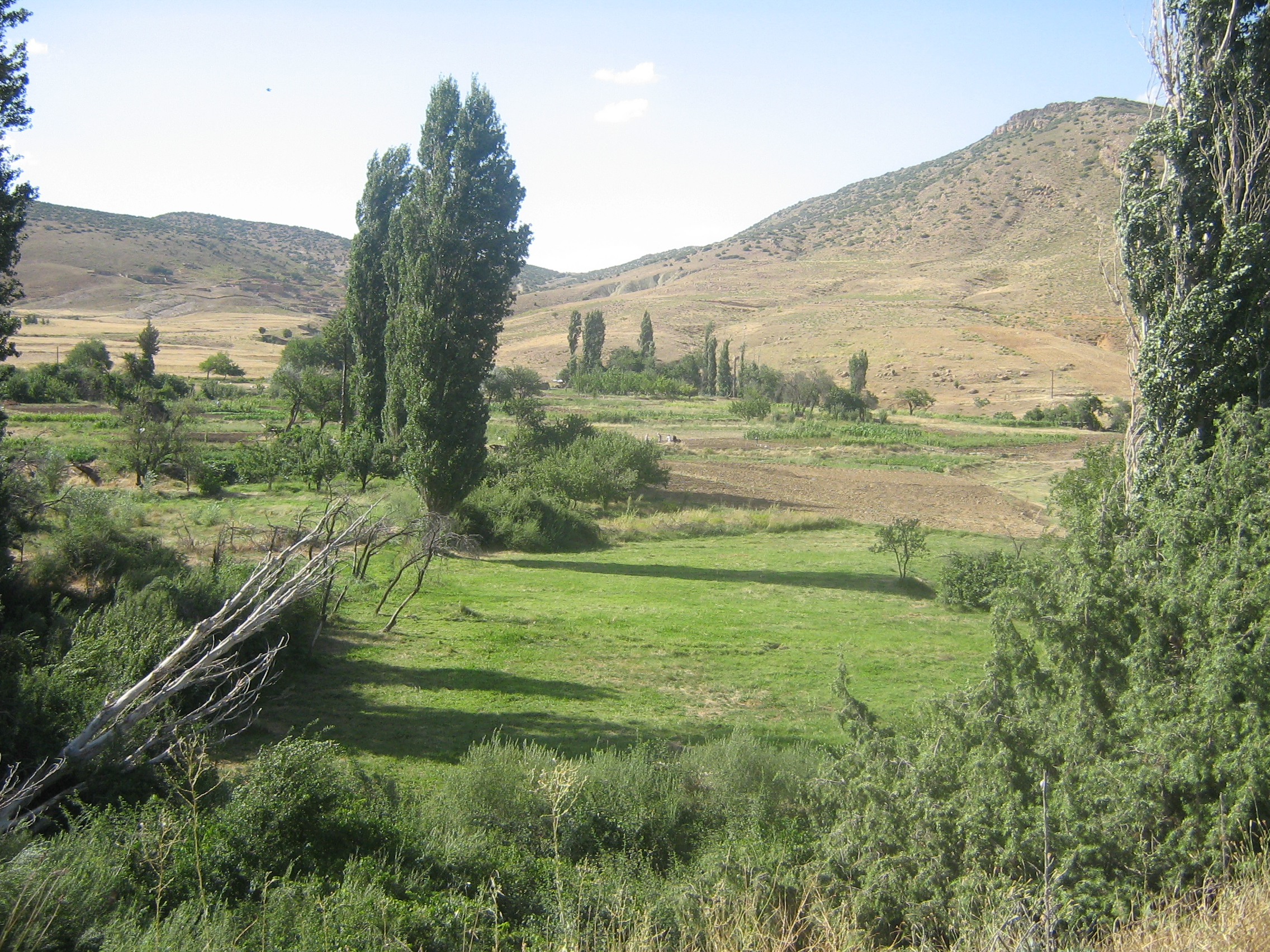
Image prise à partir du village d'Ighz'ar n Taqqa ou Oued taga dans les Aurès

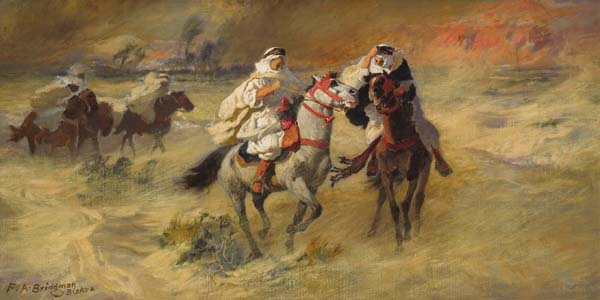
Chevalier à Biskra au début de la conquête

Plusieurs révoltes ont lieu dès l'approche de l'armée française dans les Aurès. Elles dureront 11 ans, de 1837 à 1848. Ahmed Bey en dirige une partie, tandis que plusieurs tribus du sud des Aurès se soulèvent à l'appel de l'émir Abd El-Kader, surtout dans le Sud de la région, dont la tribu des Zaatcha qui n'hésite pas à attaquer le contingent militaire français.

Les Abdi se mettent en guerre contre les Bouzina. Les Zyan se mettent du côté des Ouled Bouzina, ce qui incite les Ouled Abdi à appeler l'armée française à leur secours en 1871.

Les mouvements nationalistes algériens organisent ensuite la révolution algérienne. Plusieurs chefs révolutionnaires finissent condamnés et emprisonnés dans les prisons françaises, à Lambèse ou à Constantine. Le 12 février 1844, les colons fondent la ville de Batna. En s'installant, les Européens construisent de nombreuses infrastructures dans plusieurs secteurs stratégiques des Aurès : plusieurs lignes de train sont posées, un réseau routier, des hôpitaux, des écoles sont construites. Au niveau de l'organisation politique, les autorités coloniales reconnaissent les caïds comme représentants des autochtones et élisent des maires.

### Développement urbain des villes
Les provinces d'Algérie furent totalement départementalisées au début de la IIIe République, et le département de Constantine couvrait alors environ 192 000 km2. Il fut divisé en plusieurs arrondissements, avec six sous-préfectures : Batna, Bône, Bougie, Guelma, Philippeville, Sétif.
Durant cette période, le massif des Aurès n'était pas administré, mal équipé et ignoré des colons. Il n’y avait pas de ressource et la densité humaine était forte. Le niveau de vie était parmi les plus faibles de l'Algérie. La population quittait la terre pour y aller vers plusieurs  villes Constantine, Skikda, Alger ou en France. Il y a eu dépeuplement de la montagne au profit des localités ou zones urbaines. Le chemin de fer a été construit en 1875, sinon, il fallait prendre la diligence pour voyager.

#### Colons
Avec la défaite française contre la Prusse en 1870 s'amorce l'annexion de l'Alsace-Lorraine par celle-ci en 1871 ; selon le Traité de Francfort. Une clause de ce traité permet aux Alsaciens-Lorrains de conserver la nationalité française s'ils quittent la région avant le 1er octobre 1872. Une partie d'entre eux vient s'installer en Algérie française.

Le Département de Constantine avait le contrôle de la région des Aurès. Certains nouveaux collons avaient reçu de la part des responsables les terres confisquées aux tribus rebelles.

#### Prison de Lambèse
La prison de Lambèse est créée par décret en janvier 1850. Elle sert à emprisonner les insurgés des Journées de juin 1848 et des condamnés de droit commun et est gardée par un détachement du 3e régiments de zouaves.

### Lieux de cultes
À Batna, l’église était construite en 1855 et utilisait en 1858, elle a eu son premier vicaire en 1850. Les premières sœurs de la doctrine sont arrivées en 1851, elles avaient la responsabilité de l’école communale jusqu’en 1880. L’école devient libre par la suite.
La mosquée du camp a été construite en 1845. En 1860, il y avait 647 juifs sur une population de 5 990 habitants. La première synagogue fut construite en 1866 et la deuxième en 1943.

### Éducation scolaire
À Batna, en 1879, les filles étaient séparées des garçons. En 1880, l'école congrégationaliste est fermée, l'enseignement laïc est mis en place avec la création de l'école primaire supérieure. Cette dernière sera équipée de salle de cinéma en 1930. L'école des garçons dite des indigènes est aménagée dans une école de filles en 1909.

### Presse
Quelques journaux bimensuels et hebdomadaires publiaient dont  l’Écho Batna-Biskra, l' Écho du Sahara, le Mehari blanc et le Sud constantinois avant 1926.

### Révoltes

#### La révolte des Zaatcha

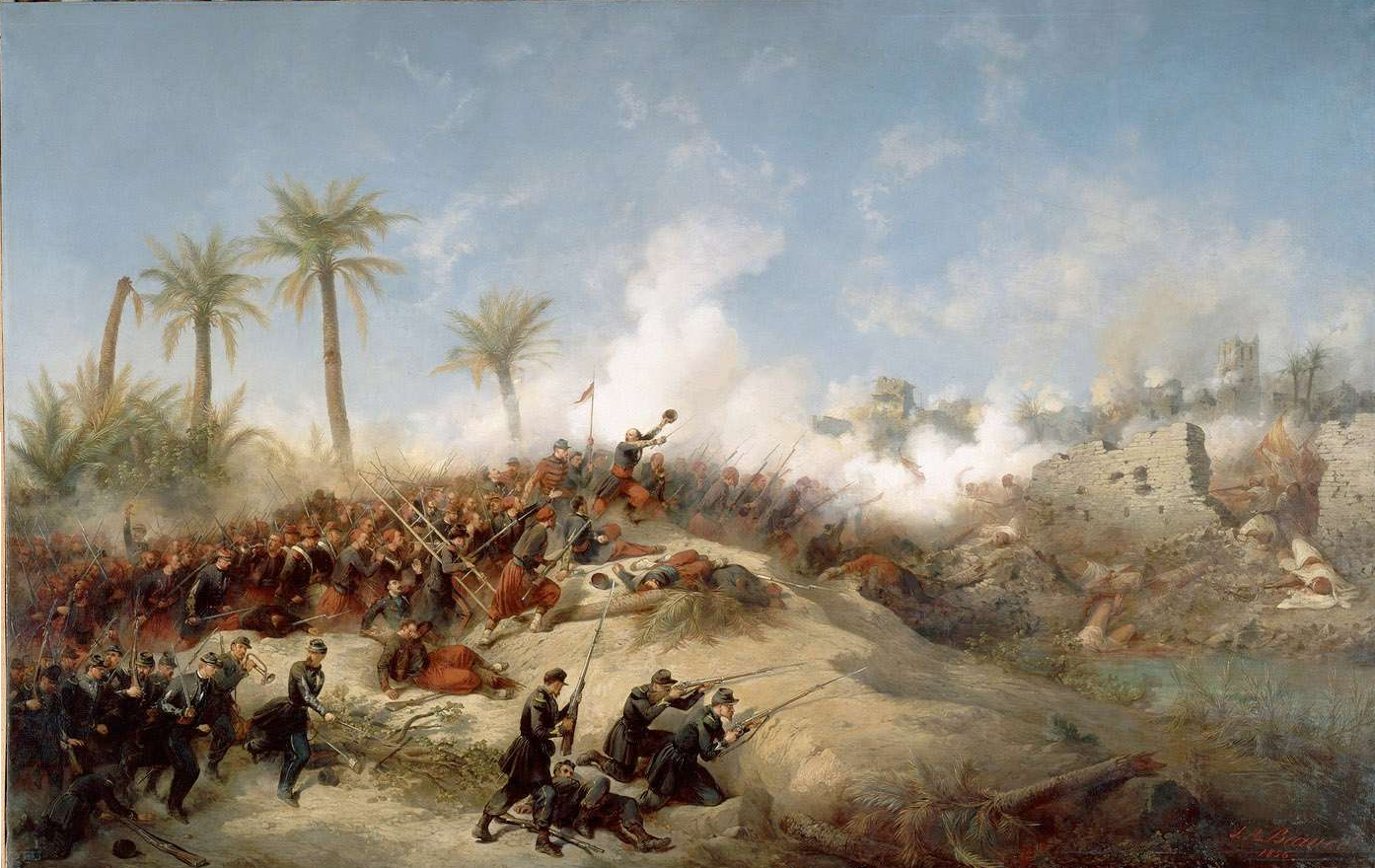
Prise de Biskra par les Zouaves

La bataille de Zaatcha oppose, du 16 juillet au 26 novembre 1849, les troupes françaises du général Émile Herbillon aux troupes algériennes du Cheikh Bouziane décidées, au nom de la guerre sainte, à chasser les Français. Le siège a duré 50 jours, cela a provoqué un massacre à Zaatchas et un incendie à Nara en 1850.

#### La révolte des Aurès de 1858-1859
Cette révolte, menée par Si Saddok Bel Hadj Masmoudi, n'a laissé que peu de traces, mais a été sévèrement réprimée (destruction de Ghoufi). En 1859, Si Saddok avait prêché la guerre sainte, mais il a été obligé de se rendre. En juin 1865, l’empereur Napoléon III rend visite aux villes de Biskra, de Batna et de Lambèse , il recevra uniquement quelques notables autochtones d'El Kantara. À cette période, le sénatus-consulte libéral durant la même année a fait que les Algériens étaient sujets français partiellement.

#### Révolte des Henanchas (1871)
Début 1871 a lieu la révolte des Henanchas. Le 18 janvier 1871, quand le ministre de la guerre donna l'ordre d'envoyer plus de régiments de spahis algériens sur le front prussien, il ne restait plus que les contingents de Souk Ahras et celui de la région de Moudjbeur. Ces derniers refusant de partir, un premier accrochage tua un brigadier français. Trois jours plus tard, l'insurrection débuta et certains prêchaient la guerre sainte et l'indépendance du pays. Plusieurs tribus auressiennes se regroupèrent autour de Ahmed Salah ben Resqui cheikh des Hnenechas et effectuèrent plusieurs razzias sur Souk Ahras. À l'arrivée des renforts français, une bataille a lieu à Ain Sennour. Manquant de munitions et d'effectifs, les Algériens ne purent résister. Ils furent jugés, condamnés à mort ou expatriés. Cette affaire eut un retentissement dans tout le pays et plusieurs révoltes éclateront durant l'année 1871.
En 1871, à l'appel d’El Mokrani et de Cheikh Aheddad de la Rahmaniya de Kabylie (Bejaïa), Batna a été assiégée et une répression a suivi la révolte

#### La révolte des Aurès de 1879

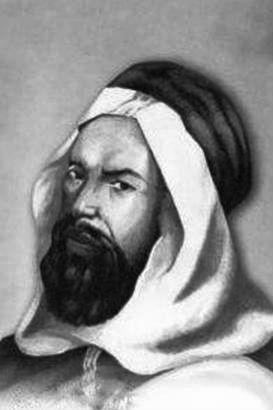
Mohamed (Mohand) Ameziane

La résistance des Aurès de 1879 fut déclenchée sous la direction de Cheikh Mohamed Ben Abderrahmane d'une part et Med Ameziane , de la confrérie de SI-Sadok, de l'autre.
Le caïd ben Boudiaf le fils de si meohamed larbi Boudiaf cheikh des Aurès et membre de l’état major de Ahmed Bey qui a combattu a côté de lui contre le général clauzel .Les gens aux services du Caïd Si Elhachemi ben Boudiaf des Ouled Daoud arrêtent Mohamed ben Abdelrrahmane ben Djarallah, originaire des Beni Bouslimane, à l'intérieur la mosquée d'Elhadjadja, à Lahlaha près d'Arris, le 30 mai 1879.
Les fidèles de l'imam de la mosquée d'Elhadjadja donnent le signal alors pour un soulèvement général après son arrestation. Après, durant la nuit, une trentaine de personnes formées de fantassins et de quatre cavaliers, dont la majorité sont issues de la tribu des Lehalha, se dirigent vers la localité El Anasser, non loin de Médina. ils voulaient arrêter le Caid Elhachemi ben Boudiaf. Mais ils l'ont cherché sans le trouver, alors ils se dirigent par la suite vers le Bordj de T'Kout où ils tuent le Caïd de la tribu des Beni Bouslimane, Mustafa Bachtarzi. Ensuite, ils prennent avec eux plusieurs hommes de la tribu des Beni Bouslimane.

Le lieutenant Courbé, le bureau arabe de Batna, le détachement de spahis, ainsi que plusieurs caïds de la région dont Si Elhachemi Mohamed ben Boudiaf, le Caïd de la tribu des Lâcheches qui avait avec lui plusieurs goums en compagnie d’un ancien caïd, ils ont été surpris par une attaque durant la nuit du 1re juin et ils ont subi plusieurs pertes. Le chef de la famille des Ouled Belkacem, le Caïd Mohamed Boudiaf, a été tué. Le bilan fait état de plusieurs morts également dont un soldat de l’Armée française et huit spahis.

Il y aura en tout treize blessés du côté des spahis . La mort du Caïd Boudhiaf et le retrait des goums dès le premier coup de fusil produisirent l'effet encourageant dans les tribus éloignées.

#### Révolte (1915-1921)
La révolte éclate à partir de 1915 dans plusieurs communes, l'Armée française déploie 15 000 hommes pour arrêter l'insurrection qui va durer plusieurs années jusqu’à 1921.
En 1916, les Ouled Soltane, les Bou Aoun, les tribus de la Hodna oriental, les Saharis, la tribu de Lakhder Halfaoui, Les Ouled Zian, les tribus de la montagne de Cherchar, les Seguias, les Maadid, etc., organisent une grande révolte contre l'occupation française, mais ils seront réprimés par l'Armée française. Les Ouled Soltane vont se confronter aux autorités de Aïn Touta (ex Mac-Mahon).

#### Ug Zelmad
Ug Zelmad, son nom signifie le gaucher, de 1917 à 1921, il était considéré par les autorités française comme un bandit d’honneur. Il a été condamné probablement injustement puisqu’il voulait se venger d'une injustice, Il devient alors hors-la-loi. Ug Zelmad décide de prendre le maquis, il est justicier, il donne aux pauvres ce qu'il a pris aux riches.
Aidé par plusieurs, il sera imprenable. À la fin, il est trahi et arrêté ou tué possiblement. Messaoud Ben Zelmat  avait tenu tête avec son groupe aux gendarmes français. Après sa mort, il est chanté par les femmes des Aurès et devient un héros qui a résisté à l'autorité.

### Première Guerre mondiale

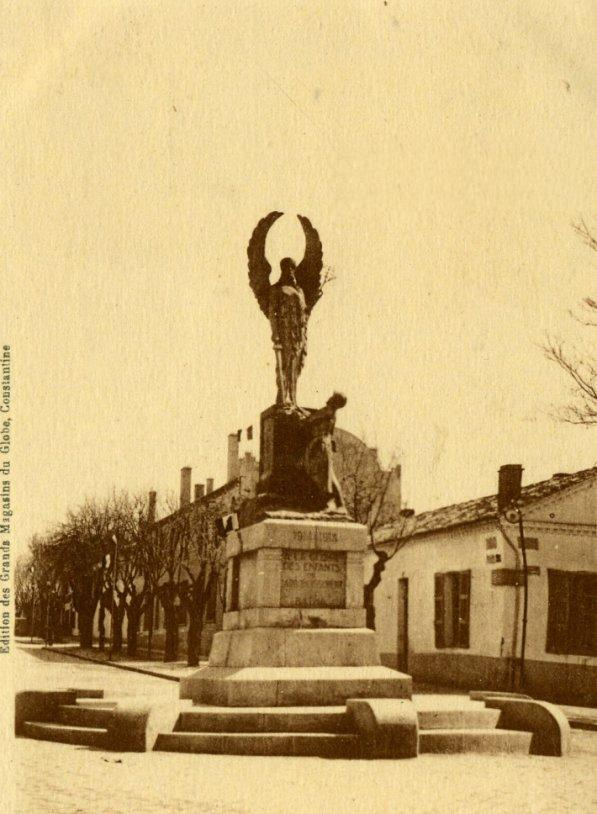
Monument aux morts de la Première Guerre mondiale à Batna

Durant la Première Guerre mondiale, plusieurs morts des Aurès ont été recensés; le monument aux morts a été édifié à Batna en 1918 par le Conseil municipal de la ville.

### Seconde Guerre mondiale
Durant la Seconde Guerre mondiale, la famine s'abat sur les Aurès, l'aérodrome civil de Batna  a été occupé par les aviateurs. Les Forces armées des États-Unis et leurs engins étaient stationnés à Batna. Des mesures ont été prises pour protéger la population. En 1941 l'école indigène du Stand (aujourd'hui appelée École primaire Émir-Abdelkader) est transformée en hôpital destiné à accueillir les blessés alliés des combats de Tunisie et de Libye. Messali Hadj est transféré à la prison de Lambèse à la suite de son refus de collaborer avec le régime de Vichy.
Après la victoire des alliés, des émeutes éclatent dans les villes Biskra, Batna, Sétif, Kherrata et Guelma, faisant plusieurs morts.

#### L’enseignement
Lors du XXe siècle, le taux de scolarité dans les Aurès était l'un des plus bas de l'époque. Pour des raisons économiques, les premières écoles ont tout d'abord été ignorées par les habitants de la région puis progressivement mais lentement ils s'y sont rendus,. La construction de la ville de Batna permettra la scolarisation d'une maigre proportion de la population des Aurès, pendant la colonisation française.
Durant la guerre d’Algérie, le réseau routier vers les villages les plus reculés a été pris en charge. Les vieux villages ont été détruits et plusieurs agglomérations ou maisons nouvelles ont été construites.

#### Départements

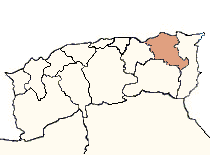
Le département de Constantine de 1956 à 1962.

Le 28 janvier 1956, une réforme administrative visant à tenir compte de la forte croissance démographique qu'avait connue le pays amputa le 20 mai 1957, le département de ses régions occidentales et méridionales par la création de deux départements supplémentaires : le département de Sétif et le département de Batna.

Réduit à la région de Constantine et à sa côte, le nouveau département de Constantine couvrait alors 19 899 km2, était peuplé de 1 208 355 habitants, et possédait sept sous-préfectures : Aïn Beïda, Aïn M'lila, Collo, Djidjelli, El Milia, Mila et Philippeville.

Le département de Batna fut donc créé en 1957, et couvrait une superficie de 38 494 km2 sur laquelle résidaient 529 532 habitants et possédait cinq sous-préfectures : Arris, Barika, Biskra, Corneille et Khenchela.

### Les Aurès, cœur de la guerre d'Algérie

#### Guerre d'Algérie, les Aurès comme «épicentre»
- Quelques-unes des batailles de l'ALN, Wilaya I : (source algérienne)[152],[153]

| Bataille                | Date                       | Lieu                                                          | Bilan |
| ----------------------- | -------------------------- | ------------------------------------------------------------- | --- |
| 1re bataille d'El Djorf | septembre 1955             | Région des Aurès (Djebel Nemencha)                            | Dans les rangs de l'ennemi : 400 soldats tués, 8 avions abattus, 3 chars blindés endommagés, récupération de 2 canons de type bazooka, 40 fusils et un émetteur-récepteur radio |
| Bataille de Daoud Loumi | 1-3 janvier 1956           | Zone des Aurès (Zone I)                                       | Dans les rangs de l'ennemi : 300 morts et 100 blessés, 3 avions abattus sur les 12 qui ont participé à la bataille Dans les rangs de l'ALN : Récupération de 45 armes de différents types, 15 moudjahidines tués et 6 blessés                                                                   |
| 1re bataille d'Ergou    | 19 mars 1956               | Djebel Labiod (Ighzir Amellal) , Commandement: Lazhar Cheriet | Dans les rangs de l'ennemi : 160 tués, 200 blessés, 3 avions abattus et 3 véhicules incendiés Dans les rangs de l'ALN : 5 martyrs et 3 blessés |
| 2e bataille d'El Djorf  | 6 avril 1956               | Région des Aurès (1re Région)                                 | Dans les rangs de l'ennemi : 374 tués dont plusieurs officiers, 6 hélicoptères Sikorski abattus ainsi qu'un avion de chasse Thunderboldt, 7 véhicules de transport des troupes et de matériel Dans les rangs de l'ALN : 8 moudjahidines tués et 12 blessés                                      |
| Bataille de Djebel Kbou | 12 juillet 1956            | Village de Nassah –Tbardga – Khenchela                        | Dans les rangs de l'ennemi : 200 tués dont 2 officiers (1 capitaine et 1 lieutenant) ainsi qu'un nombre important de sous-officiers, 2 hélicoptères abattus et 2 avions de type Jaguar Dans les rangs de l'ALN : Mort de 2 moudjahidines : Brahim Allala et Mohammed Staïfi, 1 moudjahid blessé |
| Dechra Ouelhadj         | 3e semaine de juillet 1956 | Aïn Madhi - Khenchela                                         | Dans les rangs de l'ennemi : 500 tués parmi lesquels des officiers et des sous-officiers, 200 blessés Dans les rangs de l'ALN : 60 martyrs, 20 blessés, 3 moudjahidines arrêtés, 85 civils tués                                                                                                 |
| Bataille des Aurès      | 14 octobre 1956            | Arris - Batna                                                 | Dans les rangs de l'ennemi : 40 tués et 22 blessés |
| Offensives              | 21 octobre 1956            | Berriche – Aïn Touta                                          | Dans les rangs de l'ennemi : 20 tués, 10 blessés et 1 prisonnier Dans les rangs de l'ALN : 1 civil tué et 1 blessé |
| Offensives              | 24 octobre 1956            | Djarallah - T'kout                                            | Dans les rangs de l'ennemi : 18 tués Dans les rangs de l'ALN : 1 seul blessé |
| Bataille de Souk Ahras  | 26 avril - 5 mai 1958      | Souk Ahras sur un rayon de 50 km                              | Dans les rangs de l'ennemi : 500 tués et 700 blessés la France avait mobilisé toutes ses forces (6 bataillons d’infanterie, 4 régiments paras, 1 groupement blindé et un appui feux aérien et d’artillerie. L’ALN s’est battu à 1 contre 12)                                                    |

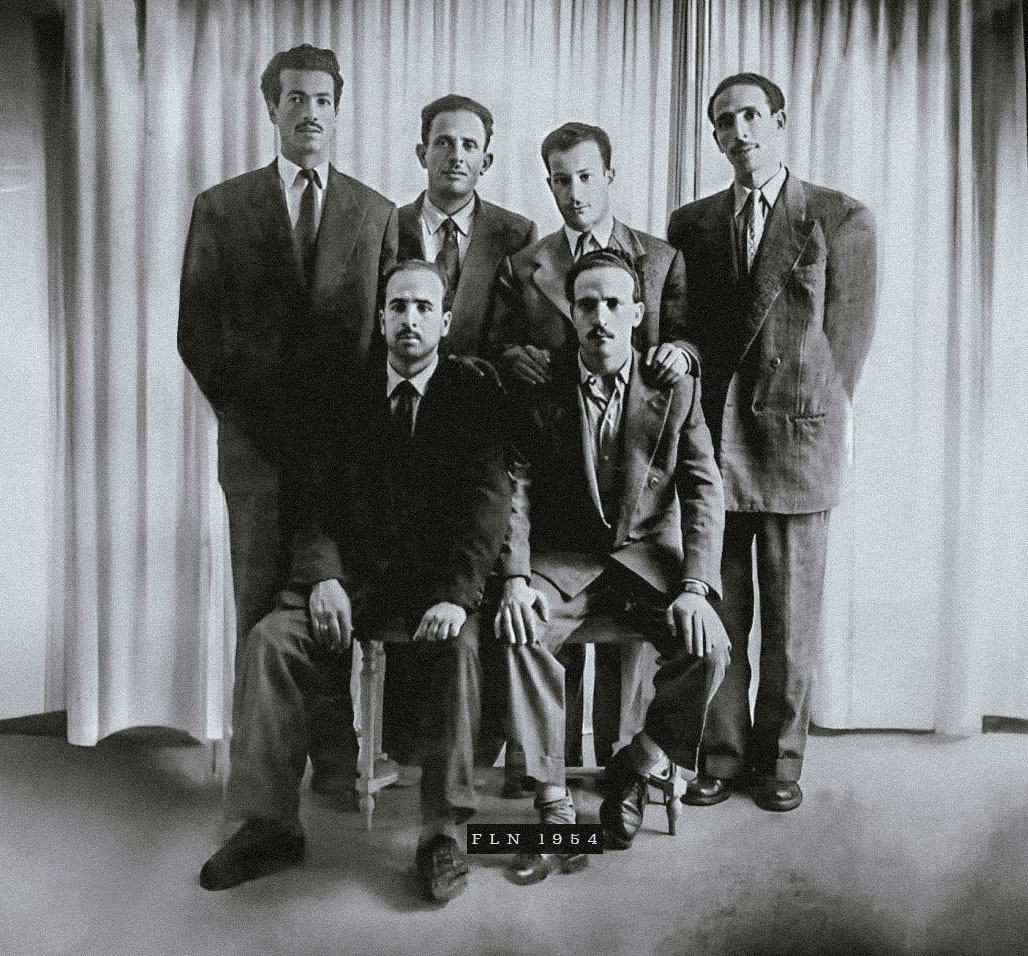
« Groupe des six », chefs du FLN. Photo prise juste avant le déclenchement des hostilités le 1er novembre 1954. Debout, de gauche à droite : Rabah Bitat, Mostefa Ben Boulaïd, Didouche Mourad et Mohamed Boudiaf. Assis : Krim Belkacem à gauche, et Larbi Ben M'Hidi à droite.

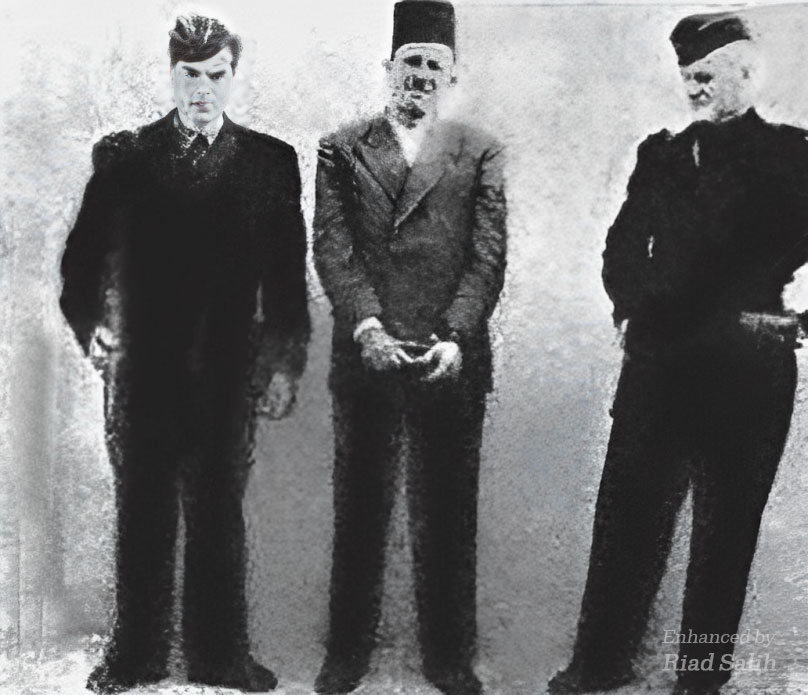
arrestation de Mostefa Ben Boulaïd

La France aura toutes les difficultés du monde à contenir plusieurs révoltes des tribus dans les Aurès. Plusieurs tribus se sont soulevées dont Zaatcha, Ouled Fatma Tazoughert et leurs cousins, les Houaras, les Ouled Chlih, etc., au début et tout le long de l'occupation jusqu'à l'indépendance de l'Algérie. Cependant, il y avait les pour et les contre dans les Aurès pour la lutte de l'indépendance.

L'armée française sera soldée par les Goum (militaire) marocain et les légions étrangères pour contrecarrer la révolution dans les Aurès.
Plusieurs leaders politiques vont nourrir la révolution algérienne comme Ben Badis et Messali Hadj, mais l'action armée va venir du CRUA Mohammed Boudiaf, Mostefa Ben Boulaïd, Le Colonel Ahmed ibn Abderrazak Hamouda, dit Si el haouès, etc.

Les évènements tragiques des massacres de Sétif et Guelma surviennent après le 8 mai 1945. Et par la suite, l'Organisation spéciale est démantelée par les services français. Il y a eu plusieurs arrestations de la part des Algériens. Le déclenchement de la révolution algérienne a été décidé à Batna sous la présidence du Batnéen Mostefa Ben Boulaïd dans la réunion des 22 cadres du Comité révolutionnaire d'unité et d'action (CRUA),. Le CRUA se transformera en Front de libération nationale (FLN). Batna était la première région militaire de l'Algérie (zone 1) de 1954 à 1962.
Dans la nuit du 1er novembre 1954, la caserne de la ville de Batna est attaquée par les moudjahidines. Cette nuit sera appelée par les historiens français Toussaint rouge. Un caïd et deux enseignants français (école de Tifelfel) vont être abattus sur la route de Biskra et Arris par le commando Bachir Chihani et ses troupes, deux versions des faits sont signalés. Bachir Chihani était le bras droit de Ben Boulaid. Des attentats sont enregistrés dans les trois districts Batna, Biskra et Khenchela.

François Mitterrand va déclarer que la France est pour les Français. Et il déclenche une vraie machine de guerre dans les Aurès. Au départ, il y avait juste 500 hommes de l'Armée de libération nationale (ALN) Après quelques mois, ils seront plus de 15 000 hommes à défier l'autorité française. 100 000 soldats français sont affectés dans les Aurès. Le général Cherriere donne l'ordre de faire le ratissage des Aurès. Il croit gagner, mais il va subir une grosse défaite.

Batna sera le siège du commandement de la révolution algérienne jusqu'à l'indépendance. L'Aurès sera présidé par Mostefa Ben Boulaïd et elle sera la Zone I.
Après la mort de Mostefa Ben Boulaïd et la condamnation Larbi Ben M'Hidi (il sera tué par ordre du général Aussaresses, selon ce dernier, il aurait reçu l'ordre de Mitterrand), tous les deux fils des Aurès et après le déroulement du Congrès de La Soummam, Abdelhai, Abbas Laghrour, Omar Ben Boulaïd (frère de Mostefa Ben Boulaïd), Mohamed Tahar Abidi dit Hadj Lakhder, Laskri Amar dit Amara Bouglès, Tahar Zbiri, Aouacheria, Ahmed Nouar, Ahmed Draïa seront responsables des Aurès, selon Yves Courrière.
Le Front de libération nationale (F.L.N) et l'Armée française tiennent le même langage (« Ceux qui ne sont pas avec nous, sont contre nous ». Avant sa mort Ben Boulaid demanda à ses hommes de ne faire confiance en cas de difficultés qu'à un seul homme, (Krim Belkacem). Mais des dissensions apparurent à sa mort entre les chefs chaouis des Aurès et les chefs chaouis de Nemenchas. La Tunisie va être le théâtre d'affrontements entre les différents chefs. Le président Habib Bourguiba devait intervenir pour pacifier les choses. Les Aurès seront les zones les plus cruciales de la révolution contenue du point stratégique et logistique.

L'Armée française fait construire le barrage de la mort, 320 km de long, 7 000 volts, un poste de contrôle chaque 15 km, etc, pour empêcher le passage des armes dans les Aurès et dans tout l'est de l'Algérie. Mais les éléments de l'A.L.N Armée de libération nationale vont déjouer toute la stratégie militaire française.

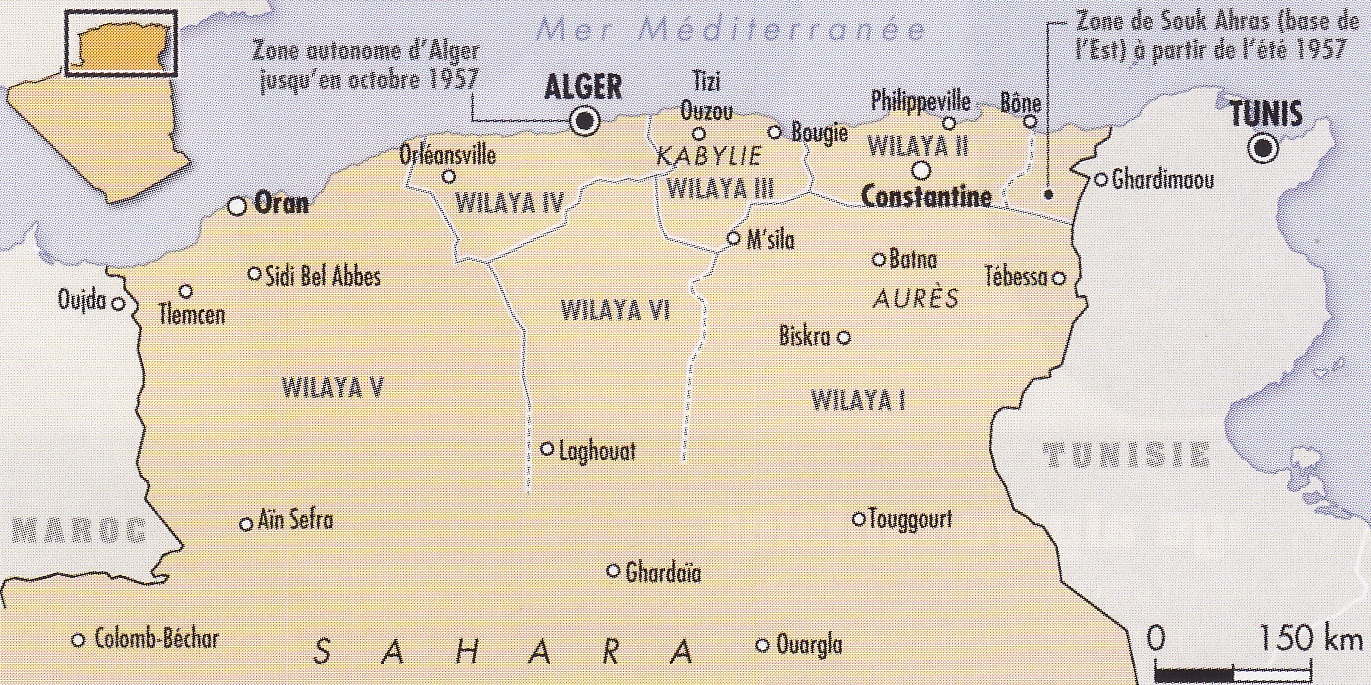
Carte du découpage du territoire algérien en six wilayas élaboré lors du congrès de la Soummam en 1956.

Le colonel Amirouche Aït Hamouda fera un court séjour accompagné uniquement par son secrétaire qui deviendra général Hocine Benmaallam  sur ordre du CEE qui lui confia cette mission avec Zighout qui sera malheureusement tué  dans les Aurès en voulant intervenir pour l'unification des zones des Aurès et faire passer les armes en Kabylie. L'Aurès fut le lieu de passage des armes vers l'intérieur du pays. Le colonel Amirouche Aït Hamouda réussira à faire p asser les armes, qui provenaient d'Égypte en passant par la frontière de Tunisie et de l'Algérie et il finira par traverser les Aurès pour rejoindre la Kabylie. Une vingtaine de chaouis vont être du voyage, mais à la fin, ils abandonneront les troupes du colonel Amirouche pour revenir aux Aurès. Krim Belkacem voulait contrôler la région des Aurès. Et les hommes de Ben Bella et de Abdelhafid Boussouf, eux aussi désiraient avoir le pied dans les Aurès. La région des Aurès est dans le torrent des batailles politiques une fois de plus du F.L.N.

Au même moment, l'Armée française décide de créer les zones interdites sous contrôle des S.A.S (sections administratives spécialisées) et entame une lutte contre les Djounoudes (maquisards) et la population locale, dans les villes, dans les villages, dans les douars et sur tous les territoires sensibles au F.L.N. de l'Algérie. Les bombardements massifs, les tueries, les massacres, la torture, les viols, etc. tous les actes de crime ont été employés dans les Aurès. Le film Avoir vingt ans dans les Aurès retrace un documentaire basé sur des faits réels de la torture dans les Aurès, ainsi que le film Le vent des Aurès.
Plusieurs attentats seront organisés par l'ALN dans les villes et les villages, dans les zones interdites et dans les zones montagneuses des Aurès.
Après deux ans et demi du déclenchement de la révolution algérienne, le colonel Mahmoud Chérif sera le principal responsable des Aurès reconnu dans la réunion au Caire. Mahmoud Chérif essayera de réconcilier les deux Kabyles (Krim Belkacem et Abane Ramdane). Il dira aux deux responsables « Vous êtes Kabyles tous les deux. Supportez-vous. La guerre n'est pas gagnée... ».

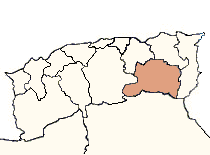
Localisation du département de Batna de 1958

Le C.C.E (Comité de coordination et d'exécution) est devenu plus large par ses membres et décide de garder le cap sur les objectifs militaires et ainsi que la primauté de l'intérieur par rapport à l'extérieur. Mahmoud Chérif sera un membre du C.C.E.
Par la suite, la Wilaya des Aurès est commandée par Lamouri Mohamed. Et Mahmoud Chérif devient le plus grand financier du F.L.N et restera membre du C.C.E.
Selon Yves Courrière, Abane Ramdane s'opposera sévèrement contre les militaires. Il choisira de faire le maquis, il désignera un homme de l'Aurès Hadj Ali pour renverser le C.C.E à Tunis. Mais, Abane Ramdane sera condamné à la prison au Maroc par le C.C.E. Puis, il sera tué par des hommes de Boussouf avec la complicité des services marocains. Le C.C.E restera divisé à cause de la mort d'Abane Ramdane. Mahmoud Chérif sera du côté de Krim Belkacem. Cette division continuera jusqu'à 1962. La même source indique, selon le côté algérien, Abane Ramdane fut tué lors d'un accrochage armé contre la France. Mériem Bouatoura, Ziza Massika, etc., elles se sont soulevées contre l'Armée française pour que l'Algérie devienne libre.

#### Conflits
Après la mort de Ben Boulaid, il y aura plusieurs conflits entre les chefs des clans tribales, en outre, le clan de Abbas Laghrour, le clan de Mohamed Tahar Abidi, le clan de Bachir Chihani, le clan Adjoul, clan de Omar Benboulaid, etc. Plusieurs exécutions surviennent. Il y aura l'exécution de Bachir Chihani, l'exécution de Abbès Laghrour, l'exécution du colonel Lamouri par Houari Boumédienne.
En 1959, Mohamed Tahar Abidi fut désigné colonel de la Wilaya I et Tahar Zbiri garda son grade de commandant. Ali Souaï, Amar Radjaï et Mostéfa Merarda (Bennoui) dit Ben noui furent promus au rang de commandants de la Wilaya I. Les Aurès soufreront du népotisme systématique de clan de Hadj Lakhder. Mais toutefois d'autres historiens disent que Hadj Lakhdar a voulu unifier l'Aurès Nemecha en désignant plusieurs hommes des deux régions.

Tighezza avait le contrôle d'une partie des montages de l'Aurès, il avait 135 hommes et 3 FM, il rompt catégoriquement contre Hadj Lakhdar et Benakcha Mohamed Chérif.

Aissa Mohamed Chérif dit Djarrallah prend la région de Tadjernite et le col de Tizogarine avec une Katiba de 100 à 120 hommes. Ensuite, vint le renfort de Chenoufi Belkacem avec une autre Katiba pour prendre une partie du Chélia, de Theniat el Oudra.

Par la suite, Ali Souaï, lui, seul, sera capable de contrer la mainmise des clans 1961. Et enfin, Tahar Zbiri redonne une signification nationale de la Wilaya I.

### Après l’indépendance de l'Algérie

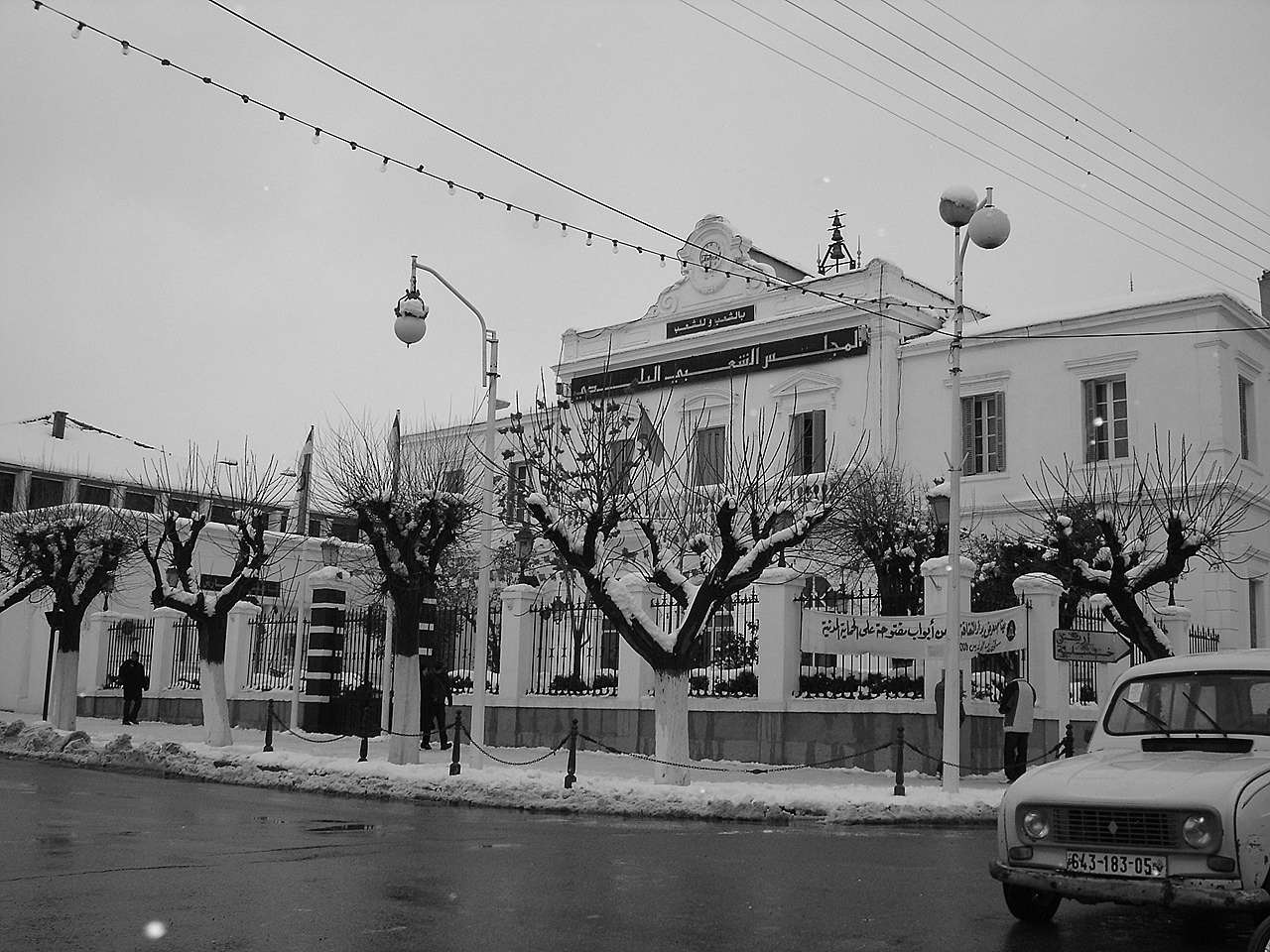
Municipalité de Batna

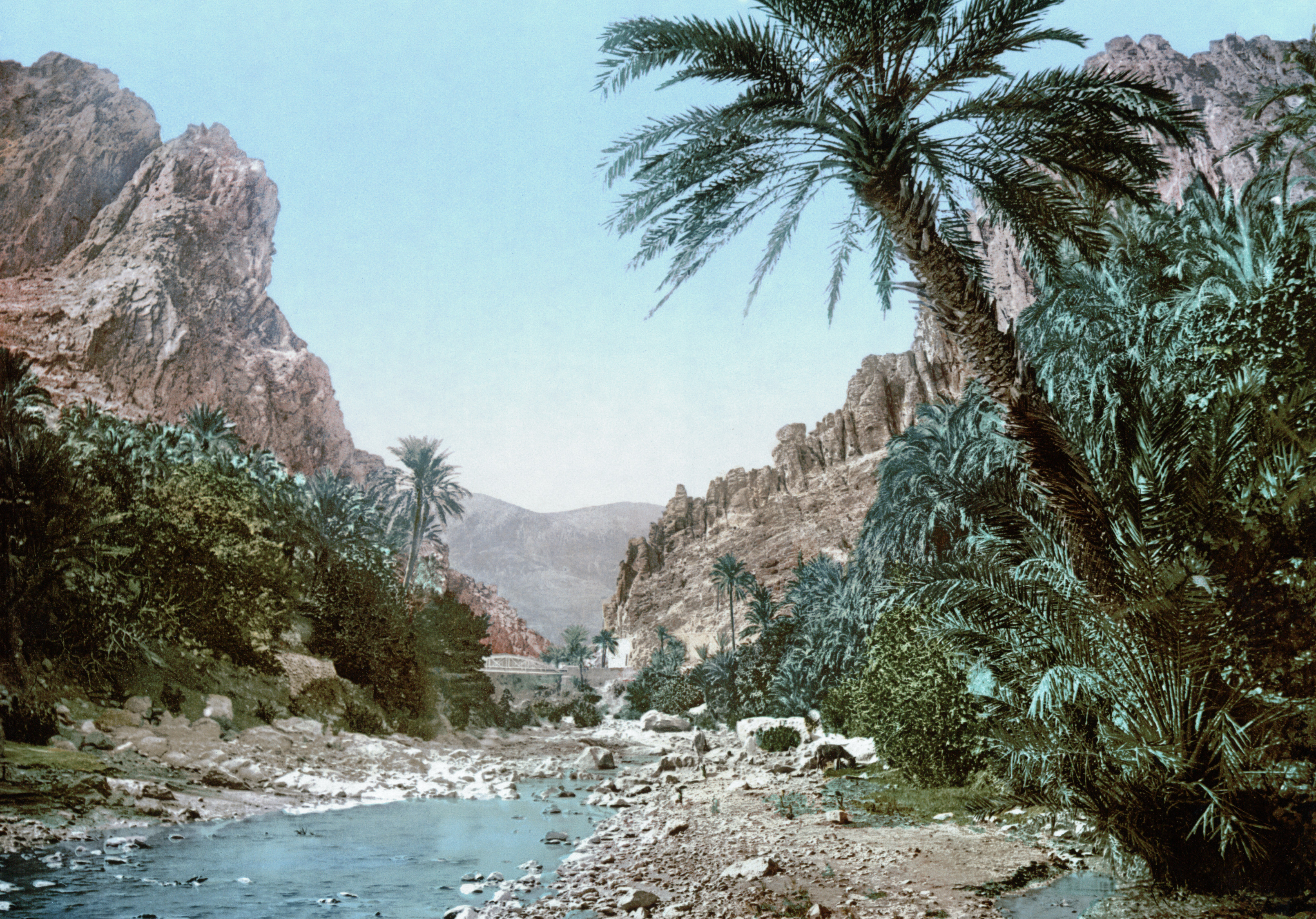
El Kantara

En 1962, l'Algérie est indépendante, les Aurès feront partie de l'Algérie. Les Aurès auront une forte croissance démographique. Plusieurs écoles vont être construites.

#### Wilayas
La région des Aurès comprend les Wilayas de : Batna, Khenchela, Souk Ahras, Oum el Bouaghi, Tebessa, et la partie nord de la wilaya de Biskra.

##### Zone rurale
La majorité des chaouis continuent à vivre selon et avec une structure tribale ce qui va entraîner des conséquences néfastes sur le développement social de la région. Les régions rurales des Aurès vivront un isolement économique et culturel à cause du tribalisme et du régionalisme. Ces derniers s'imposeront pendant tout le long de l'histoire contemporaine de l'Algérie. La démographie et l'exode rural entraineront des problèmes socio-économiques sur la région des Aurès et dans les autres régions de l'Algérie.

#### Guerre civile
En 1992, Batna  fut le théâtre d'affrontements entre l'Armée et les partisans du Front islamique du salut faisant plusieurs morts. Les évènements  se sont déroulés lors de la présidence de Mohamed Boudiaf. Par ailleurs, la ville de Batna paya un lourd tribut lors de la guerre civile, avec plusieurs milliers de victimes en 10 ans.

Le 5 juillet 2000, Abderazak el Para enlève le sénateur Mohamed Boudiar à Tébessa lors d'un faux barrage près de la frontière tunisienne. Le sénateur sera libéré 21 jours plus tard. Le 4 janvier 2003, il fait une embuscade contre un convoi militaire près Batna qui fait 43 morts chez les militaires.

Le soir du 8 septembre 2007, un attentat, revendiqué par Al-Qaida, eut lieu au centre-ville, visant Abdelaziz Bouteflika, qui y échappa de peu. Il fit de nombreuses victimes : 19 morts et 100 blessés graves.

#### Incident à T’Kout

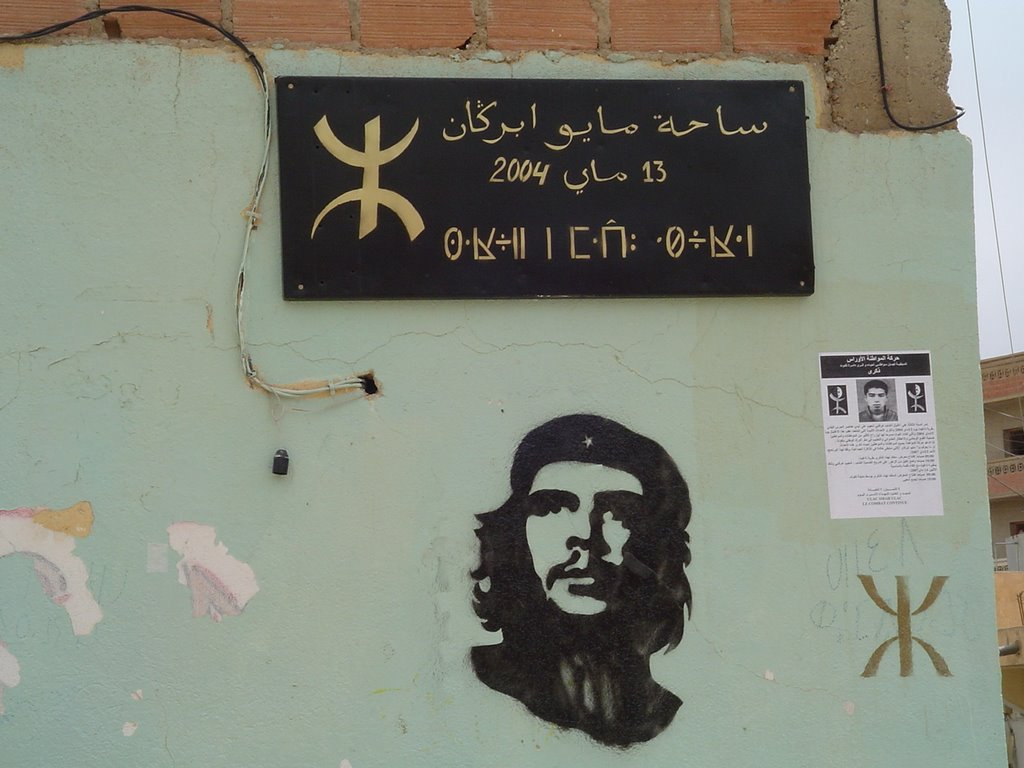
La place du mai noir du chaoui « maiu aberkan » (la date est celle du jour de la mort de Argabi Chouaïb)

Les localités de T'kout et Taghit ont connu des émeutes en 2004 après la mort d'Argabi Chouaïb, âgé de 19 ans, abattu par des éléments de la garde communale. Ces émeutes ont été suivies de nombreux procès donnant lieu à des peines d'emprisonnement à l'encontre d'une trentaine de jeunes, principalement de T'kout.
Le ministère de la Défense nationale a engagé des poursuites judiciaires après la publication de témoignages de jeunes de T'kout qui ont affirmé avoir été torturés après leur arrestation. Le directeur du quotidien Le Matin et la journaliste Abla Chérif, auteur d’un article incriminant des éléments du corps de la gendarmerie dans des pratiques de torture, ont été accusés de diffamations et d'outrage à une institution officielle.

### Étude de la région
Germaine Tillion a séjourné dans les Aurès pendant des années. Elle a fait un grand travail scientifique sur la région des Aurès,. Elle a envoyé des lettres au gouvernement français pour défendre la cause des Algériens pendant la guerre d'Algérie.
Plusieurs recherches anthropologiques ont été entreprises dans les régions des Aurès dont l'ouvrage les Chaouis de l'Aurès par Barret en 1938.